# シーメンス・モビリティ

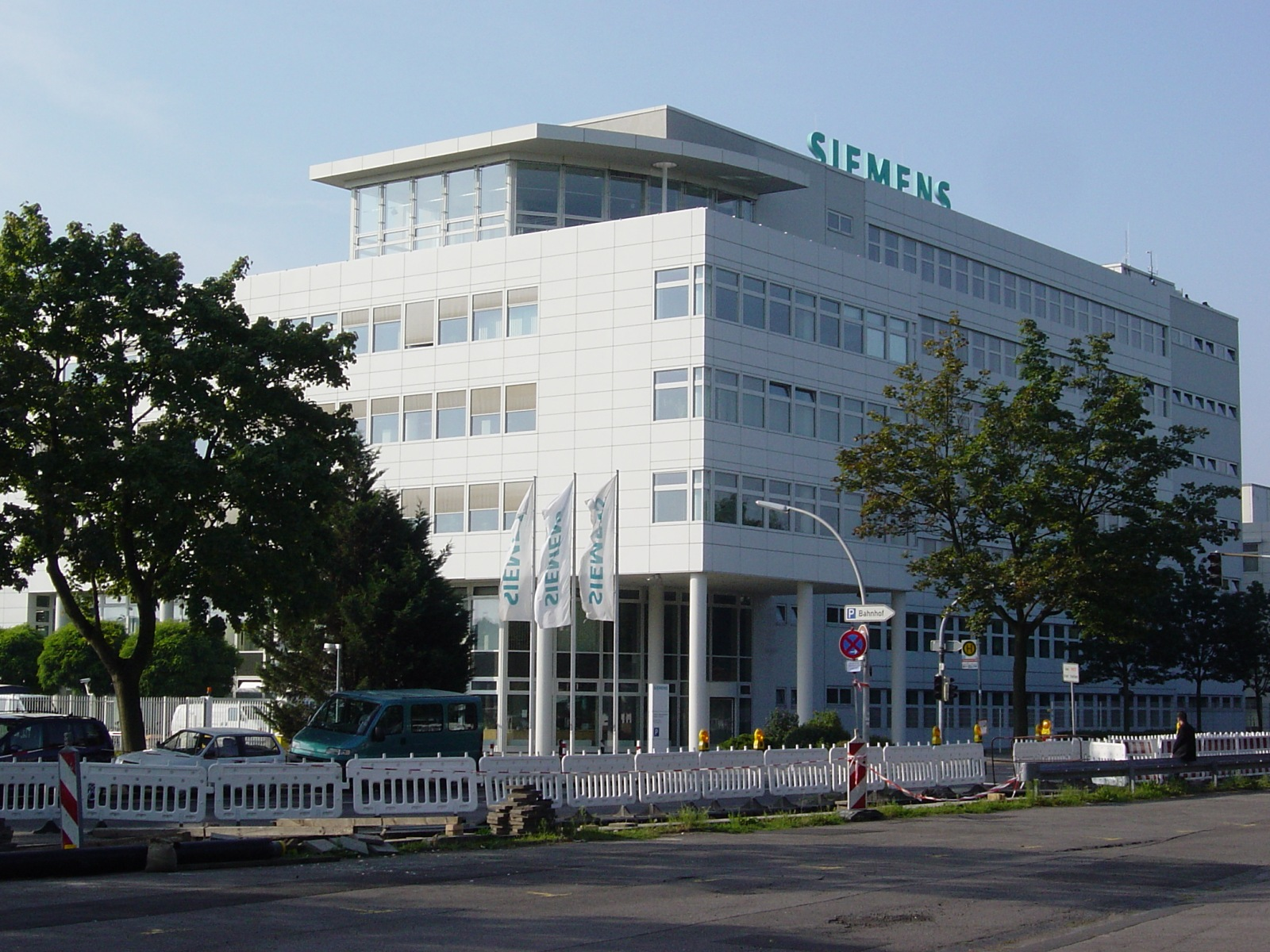
ブラウンシュヴァイク工場（ニーダーザクセン州）

シーメンス・モビリティ (Siemens Mobility) はドイツの多国籍企業シーメンスの鉄道事業を担当する事業本部。鉄道車両のほかに信号装置、電装部品、転轍機の製造や空港における物流、道路交通のソリューションも手掛けている。鉄道車両部門では世界で2割強のシェアを持ち、アルストムおよびボンバルディア・トランスポーテーションとともにビッグスリーの一角をなしている。

## 沿革
- 1999年 - DUEWAG社を吸収。
- 2001年 - シーメンス・トランスポーテーション・システムズ発足。同年にフランス法人が全株式を取得していた同国のマトラ社鉄道事業も傘下に置く[4]。
- 2006年 - シーメンス・トランスポーテーション・システムズのフランスの拠点をシャティヨンに移転[5]。
- 2007年 - シーメンスAGの事業再編により本社産業部門 (Siemens Sector Industry) に吸収、産業・モビリティ事業部門 (Siemens AG - I & MO) となる[6]。
- 2011年10月1日 - 産業部門が都市インフラ部門 (Siemens Sector Infrastructure & Cities) に吸収され、、モビリティ部門がモビリティ・物流部門/Mobility and Logistics (Siemens AG - IC MOL) と鉄道部門のシーメンス・レール・システムズ (Siemens Rail Systems, Siemens AG - IC RL) に分割。
- 2012年11月28日 - イギリスのインベンシス・レール・グループから鉄道部門（元ウェスティングハウス・ブレーキ・アンド・シグナルを含む）を買収。
- 2014年10月1日 - 現在のシーメンス・モビリティとなる[7][8]。

## 主な製品

### 鉄道車両

#### 高速鉄道

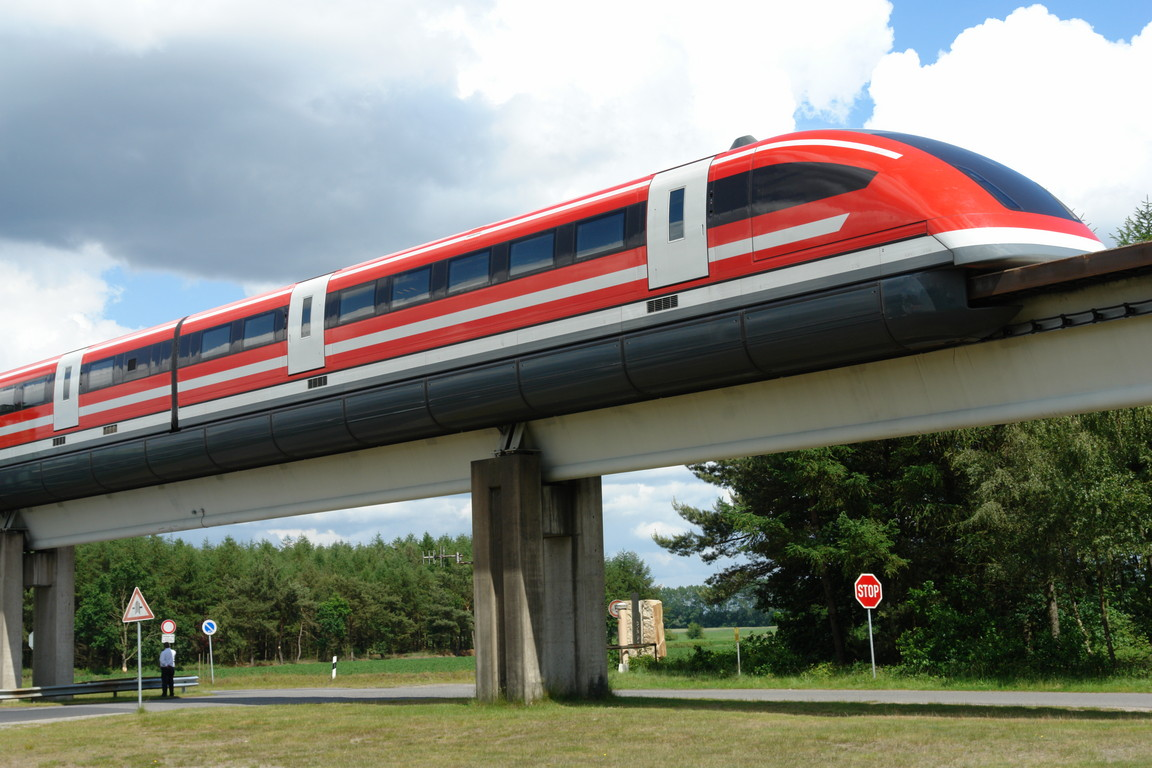
トランスラピッド
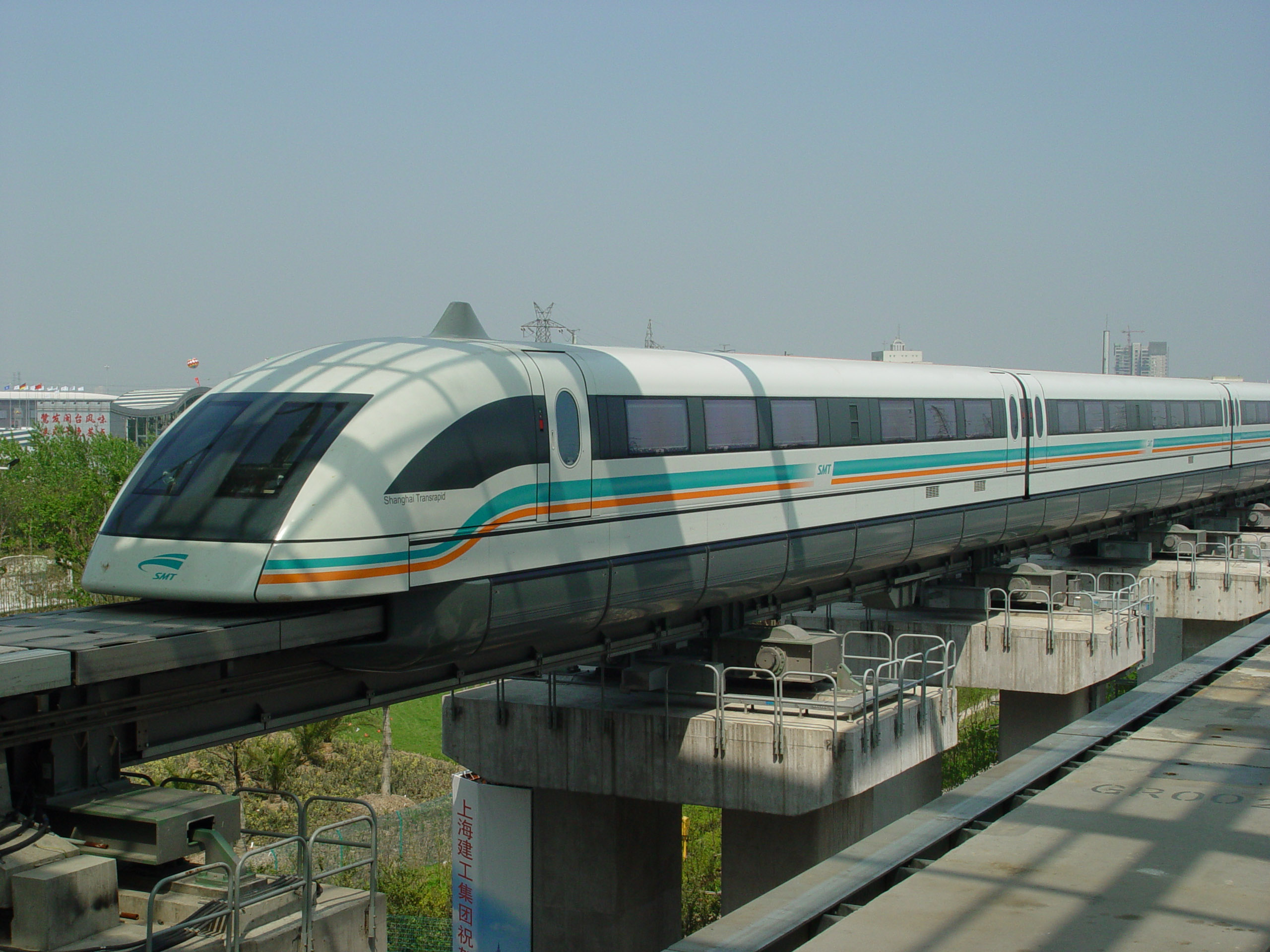
上海トランスラピッド
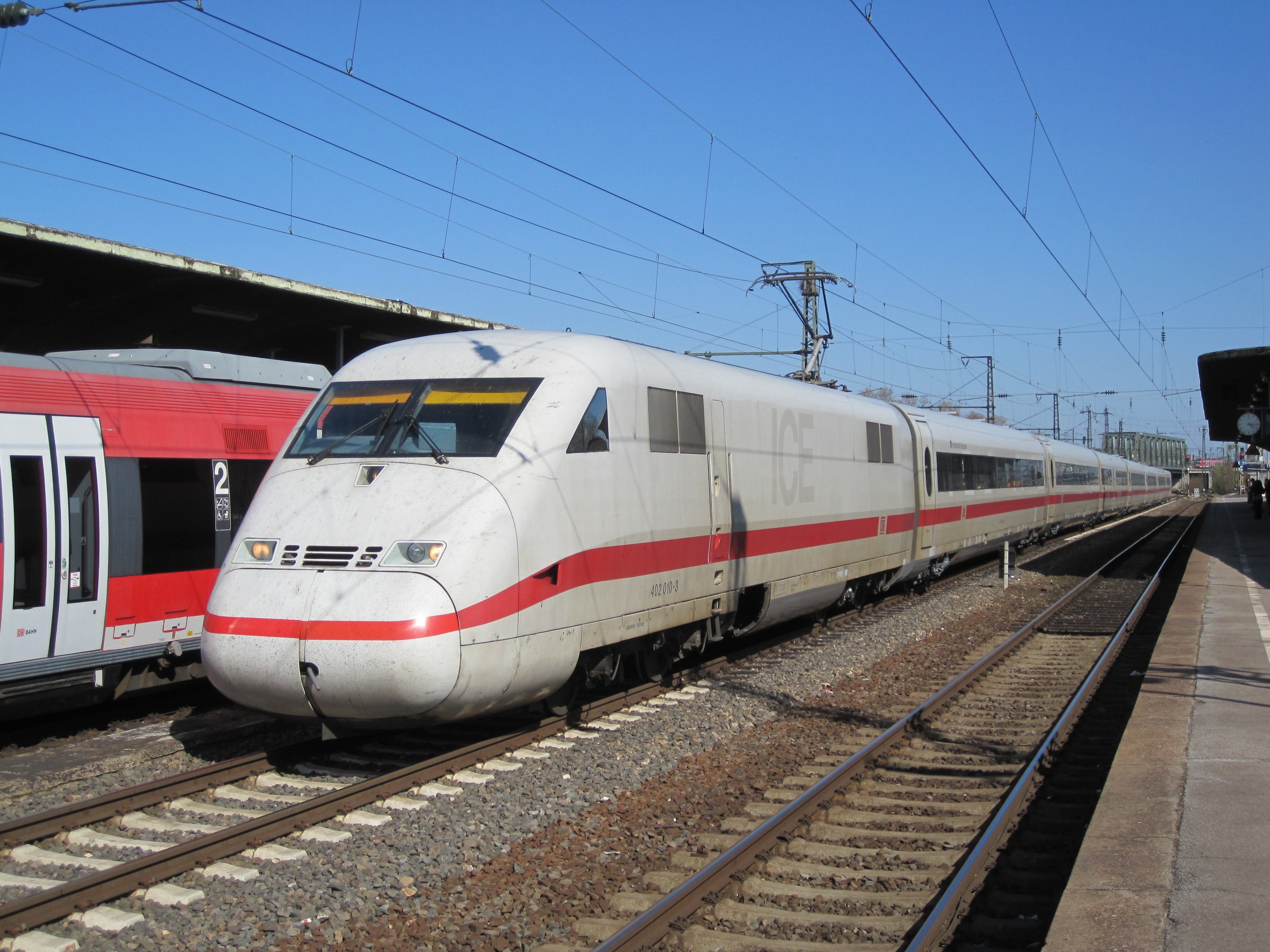
ICEシリーズ
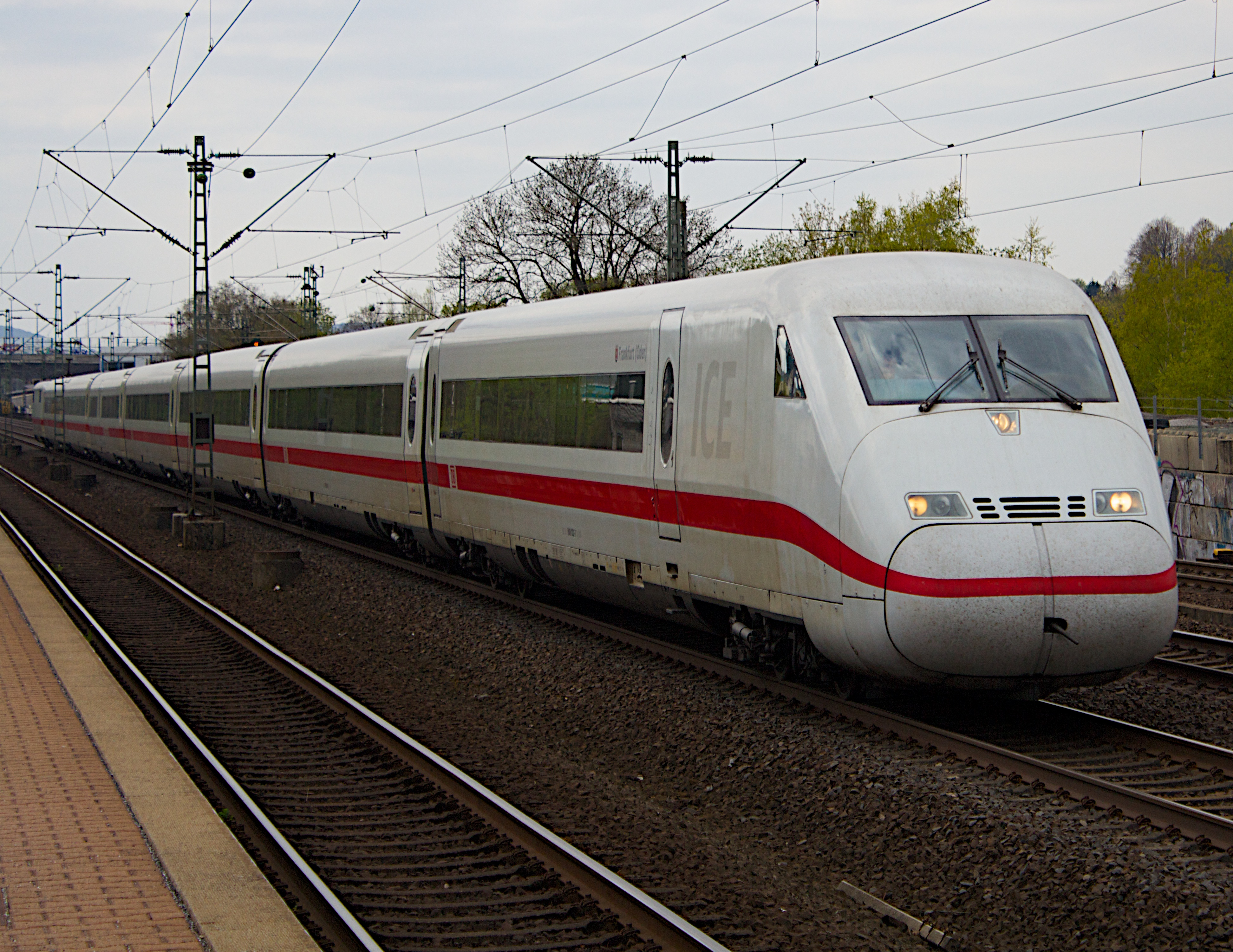
ICE2
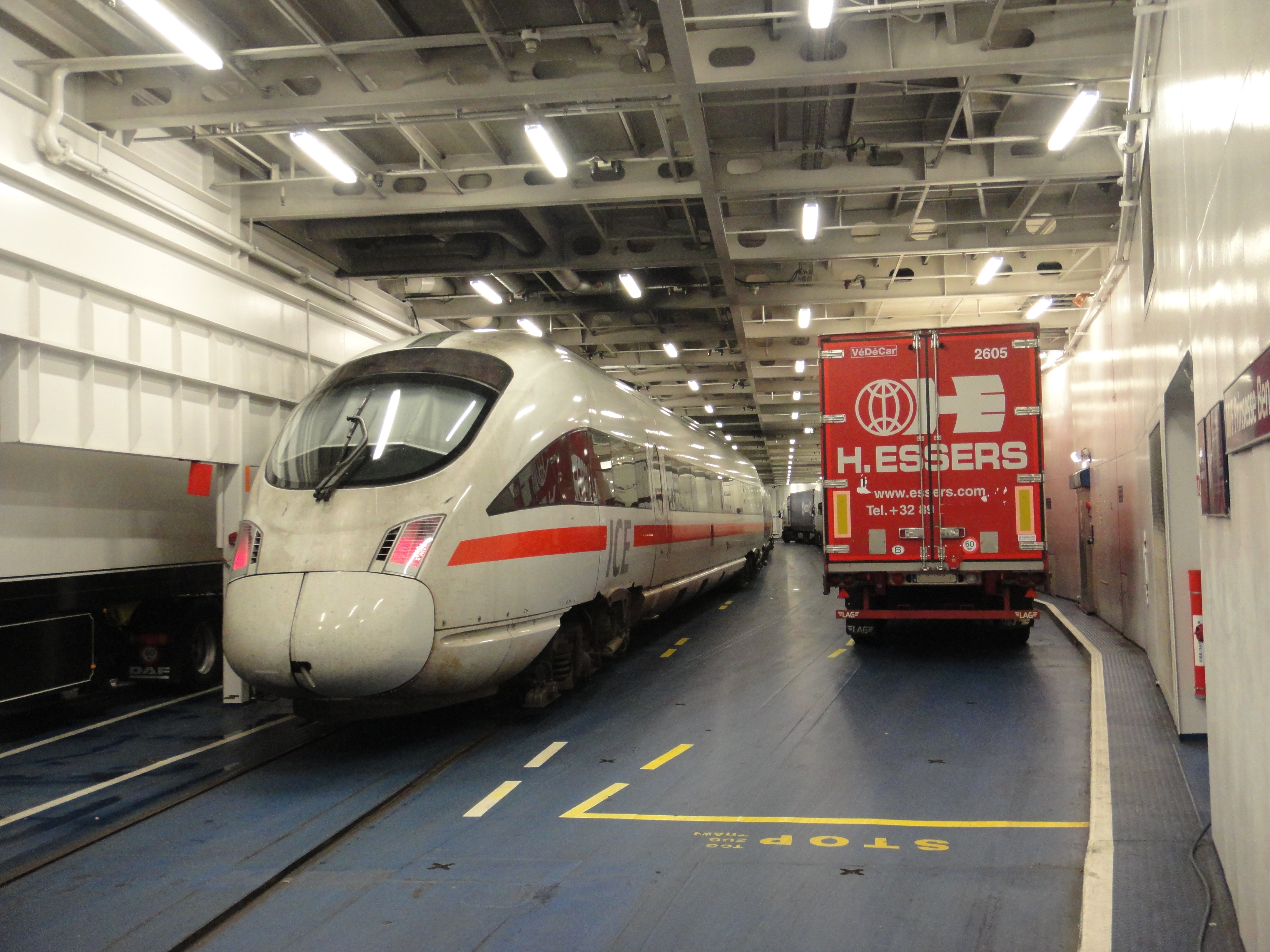
ICE TD
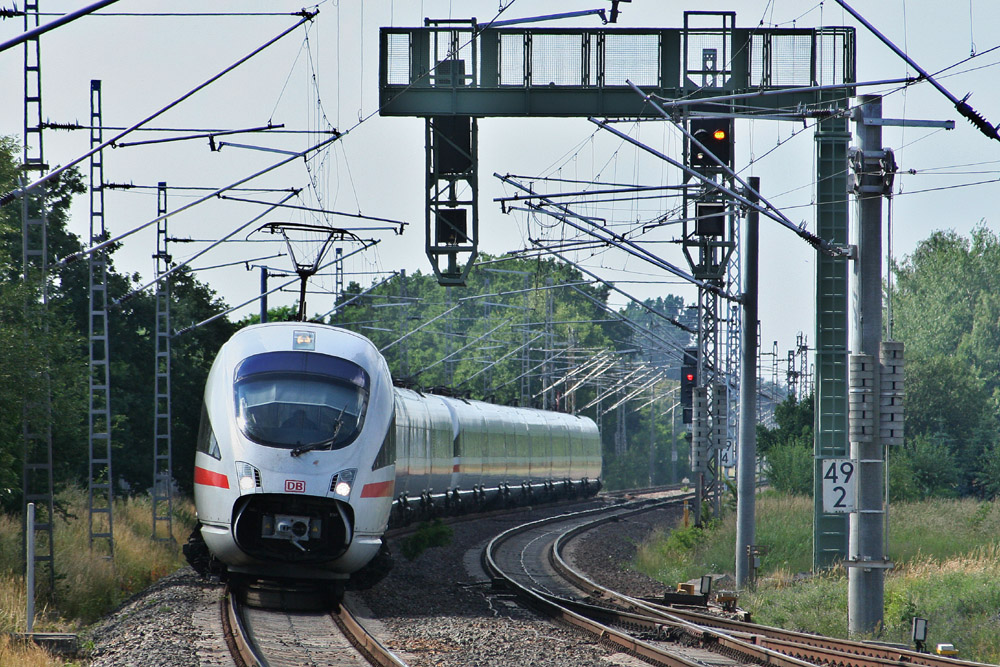
ICE T
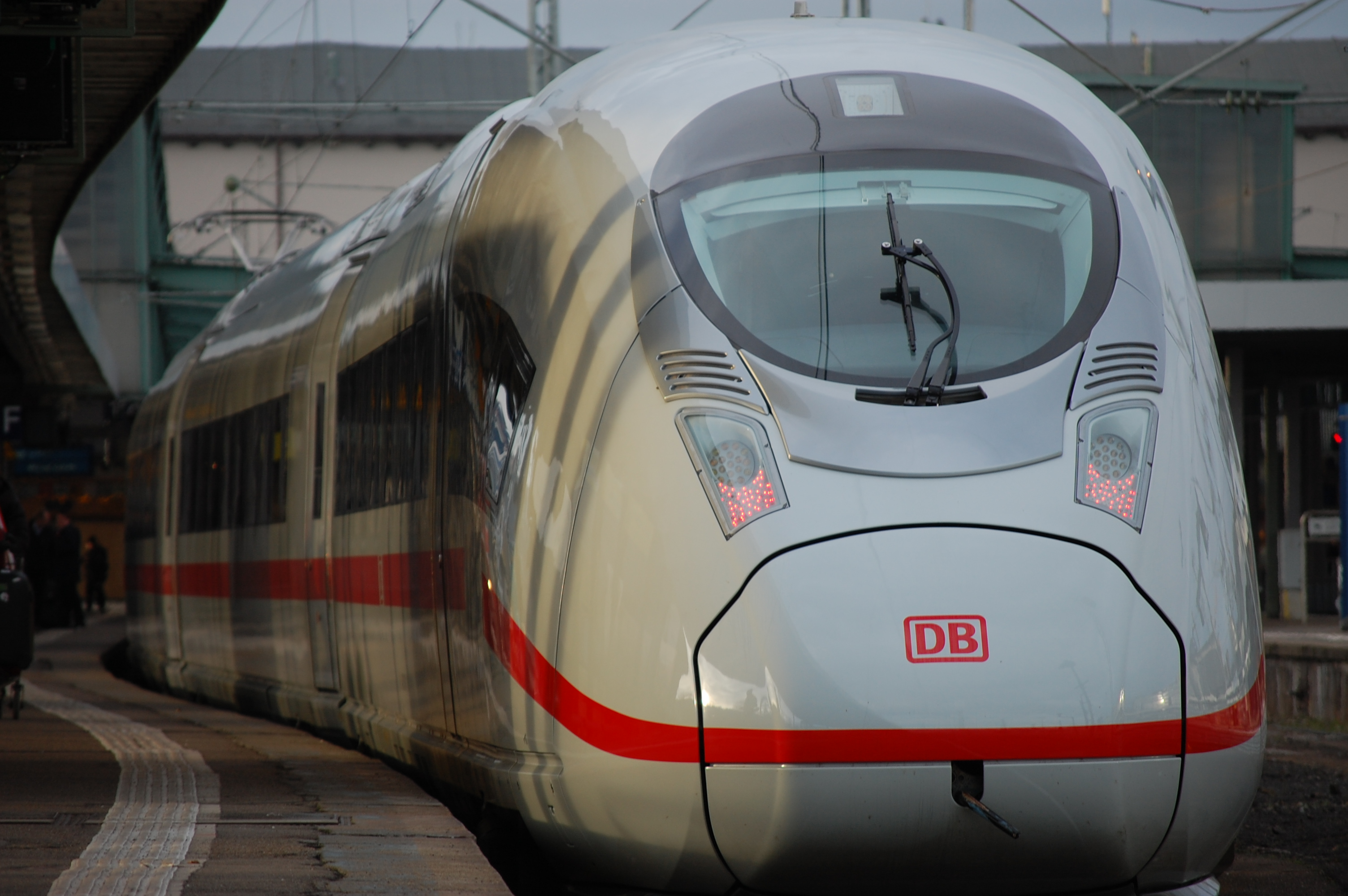
ICE 3
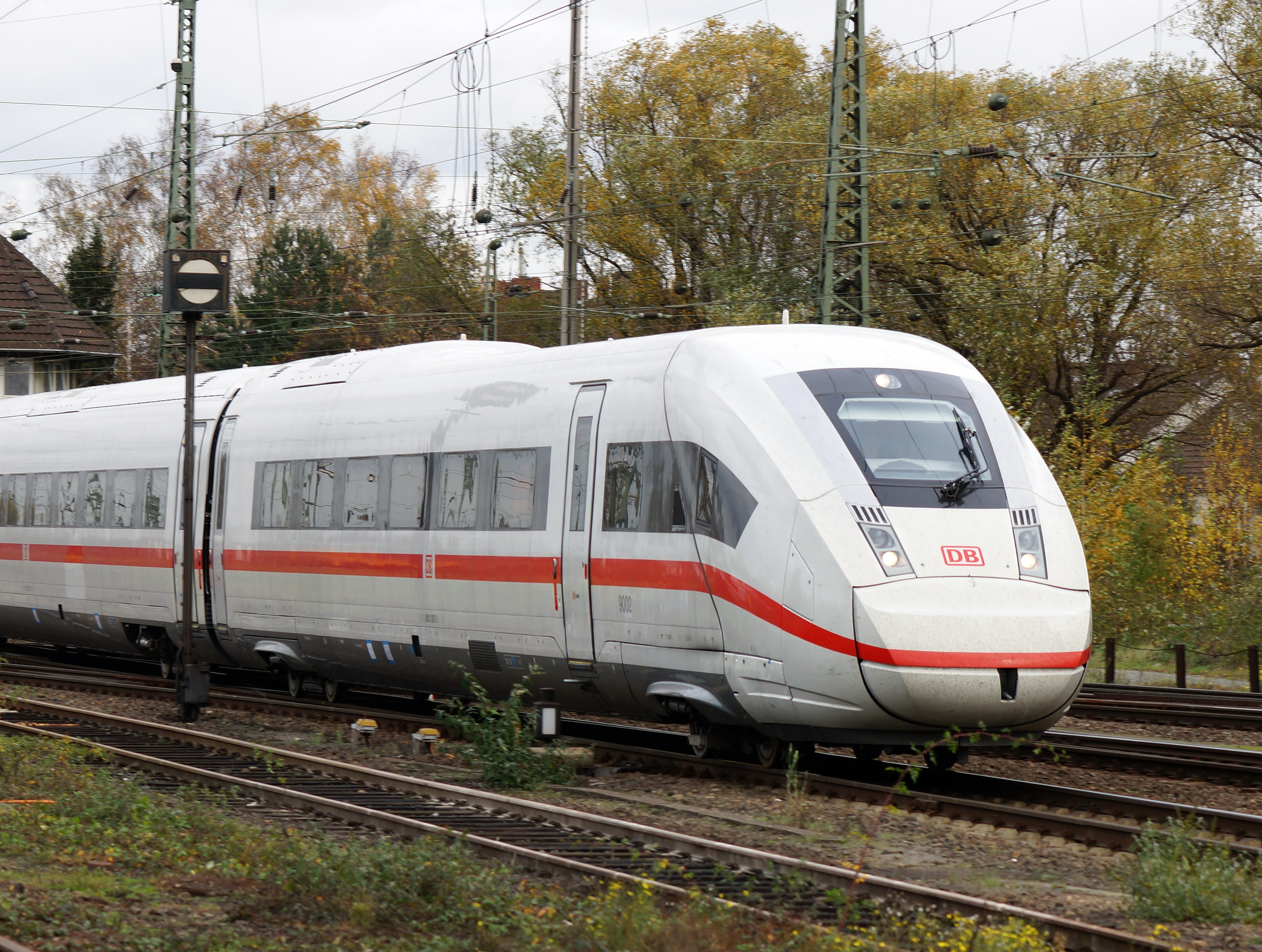
ICE 4
  - ICE 1
  - ICE 2
  - ICE TD
  - ICE T
  - ICE 3
  - ICE 4
- ヴェラロ

- トランスラピッド
- 上海トランスラピッド
- ICE 1
- ICE2
- ICE TD
- ICE T
- ICE 3
- ICE 4

#### 機関車
- ベクトロン
- ユーロスプリンター（タウルス）
- チャージャー：ディーゼル・エレクトリック方式の機関車
  - アムトラック
  - ブライトライン

など

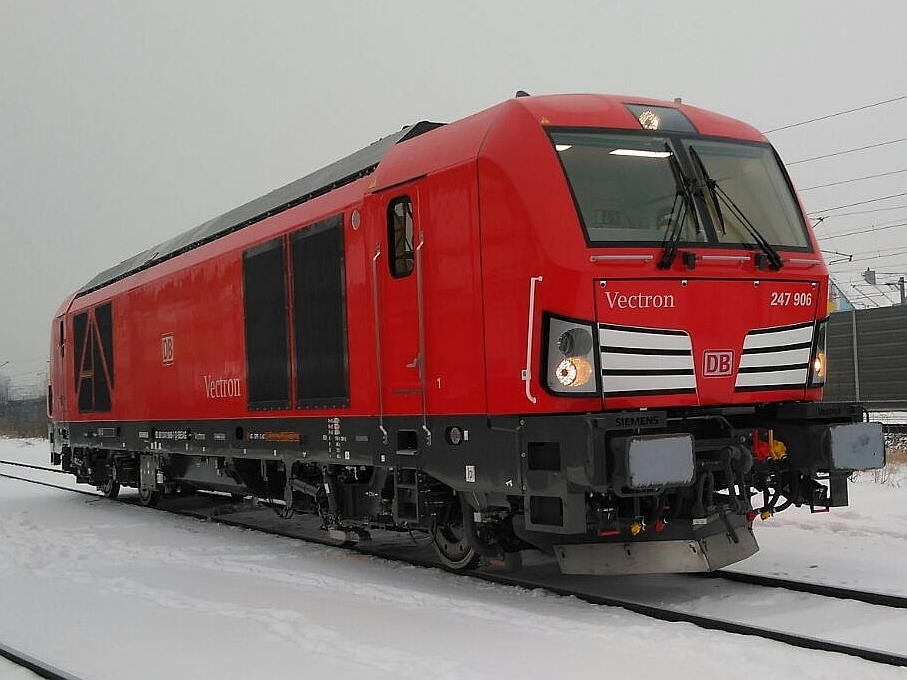
ベクトロン（ドイツ鉄道247形）
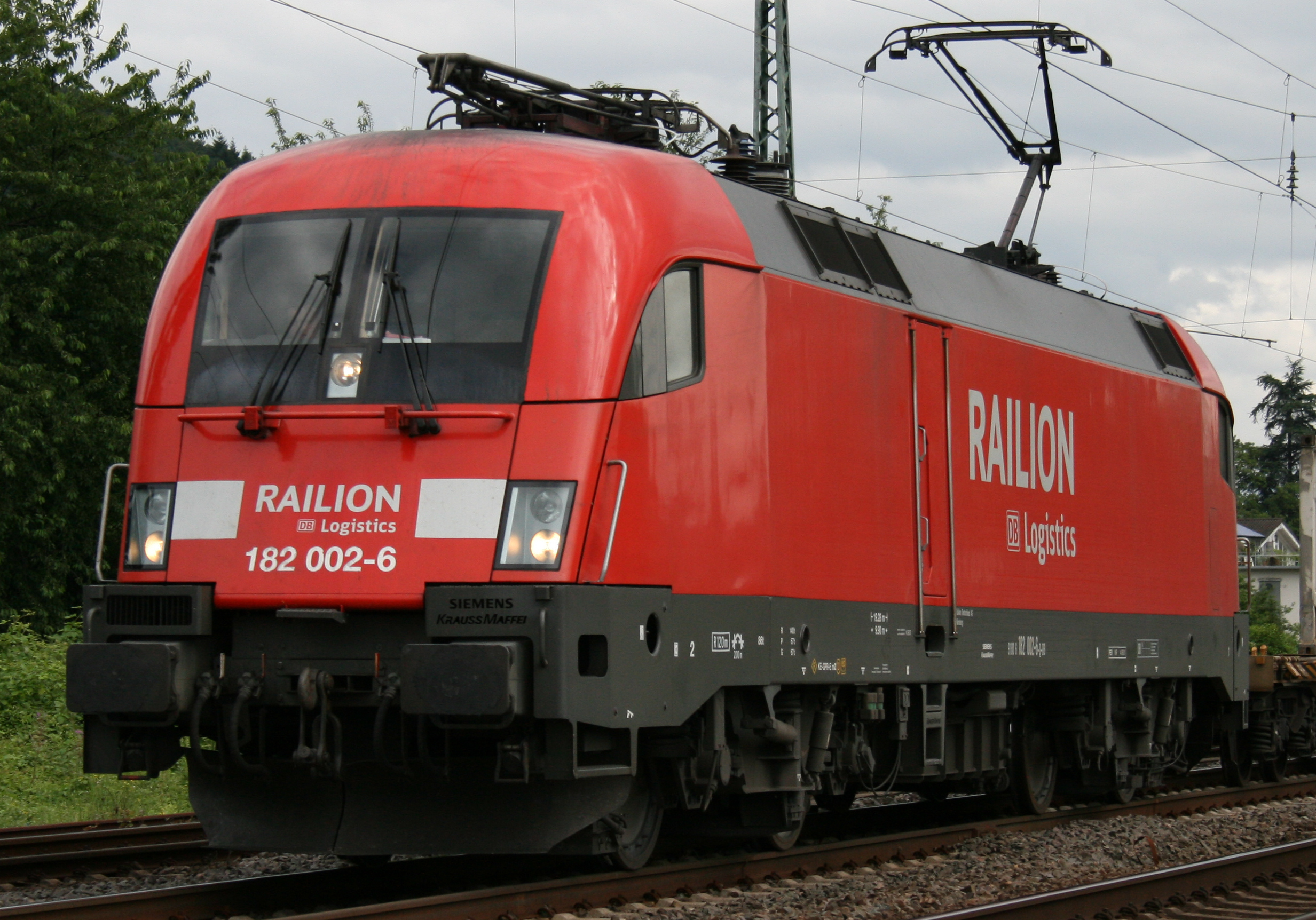
ユーロスプリンター（ドイツ鉄道182形）
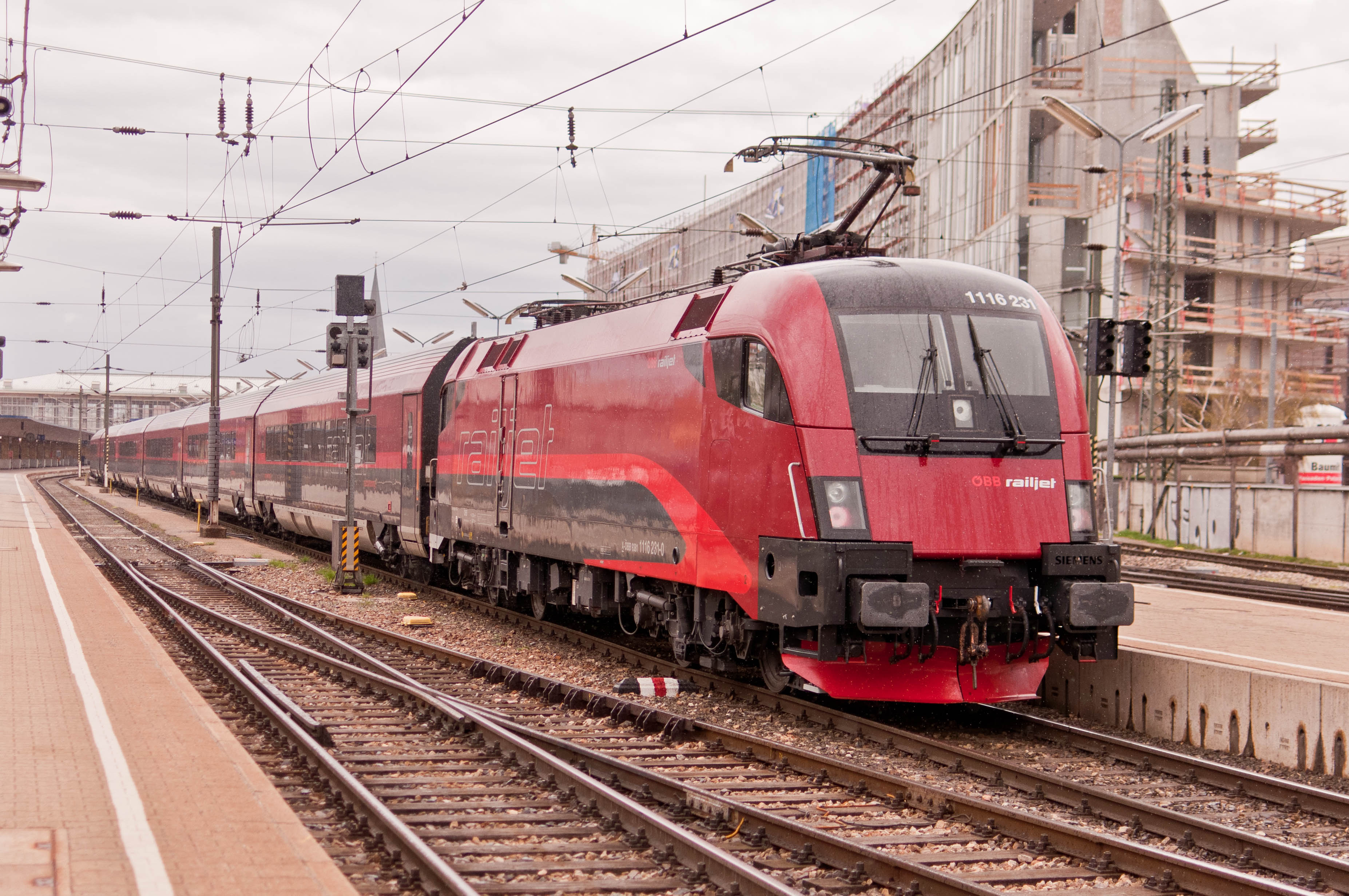
レイルジェット用「タウルス」
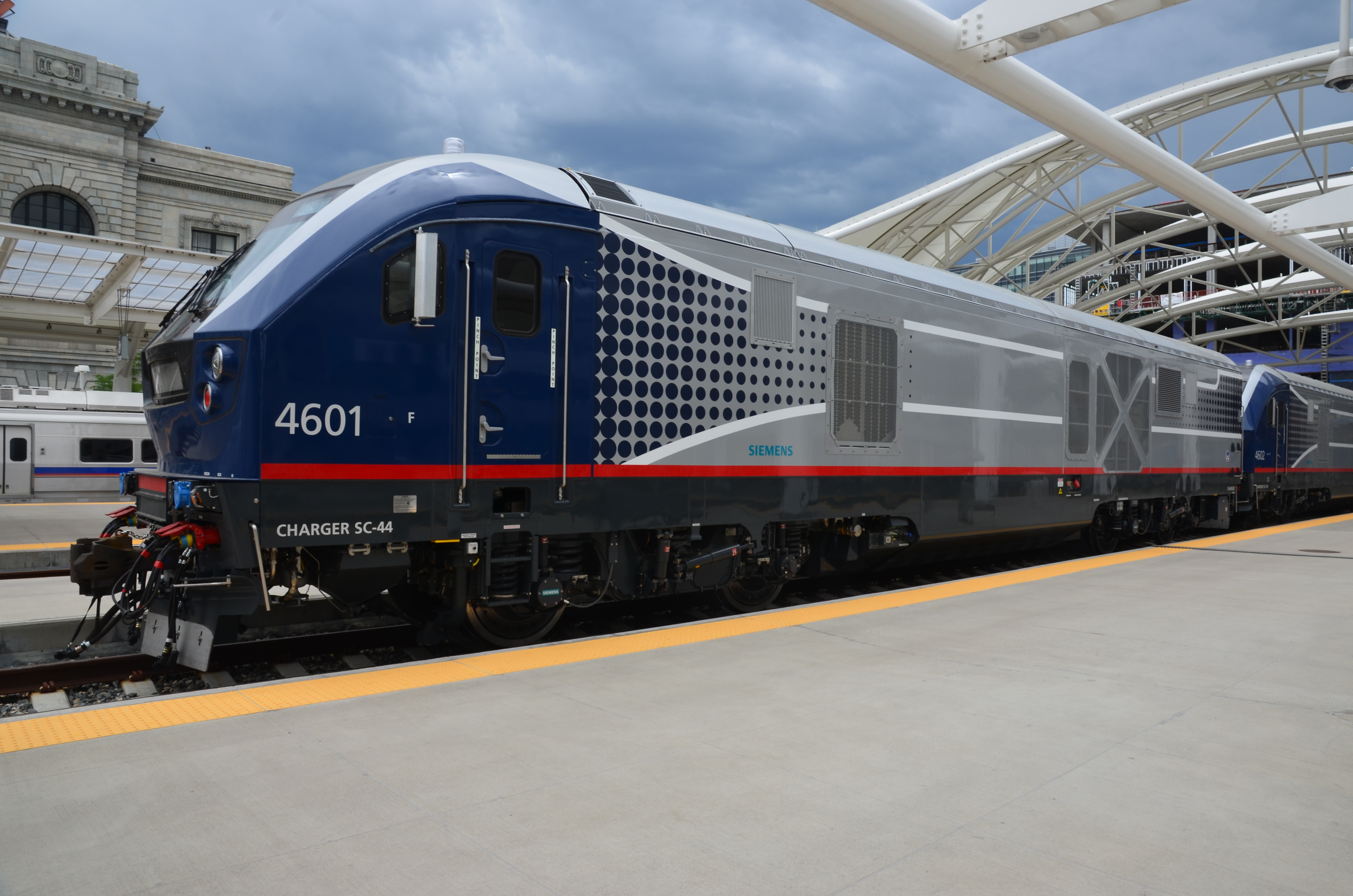
アムトラック用チャージャーSC-44
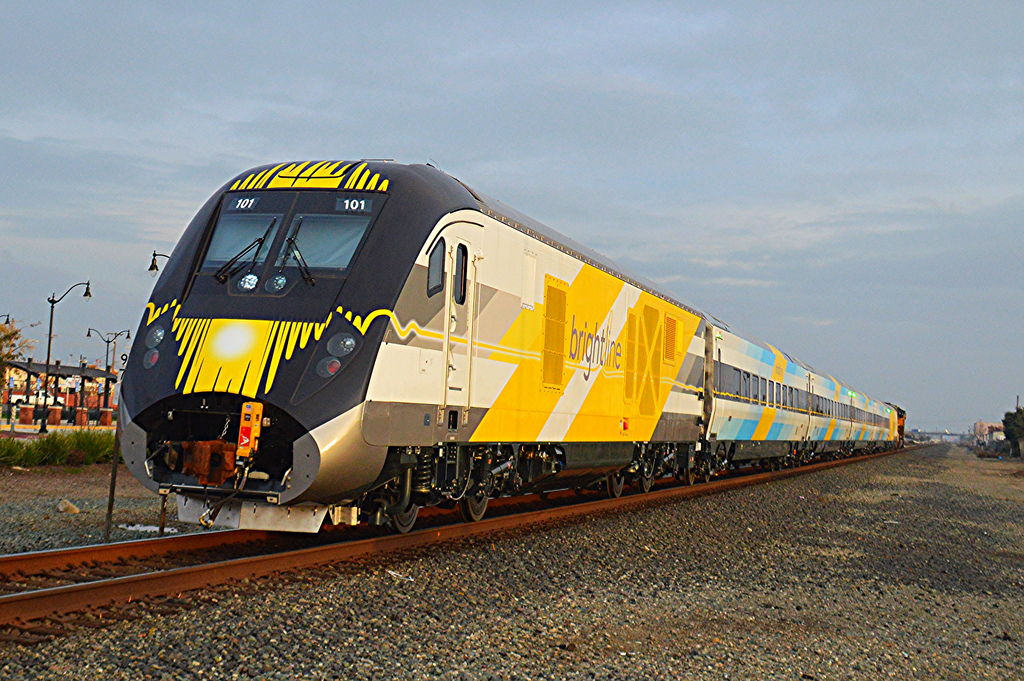
フロリダのブライトライン用チャージャー

#### 都市間鉄道
- デジロ
  -  スワンナプーム国際空港連絡鉄道（エアポート・レール・リンク）
  -  700形（テムズリンク）
- 332形（ヒースロー・エクスプレス）、333形
- ミレオ

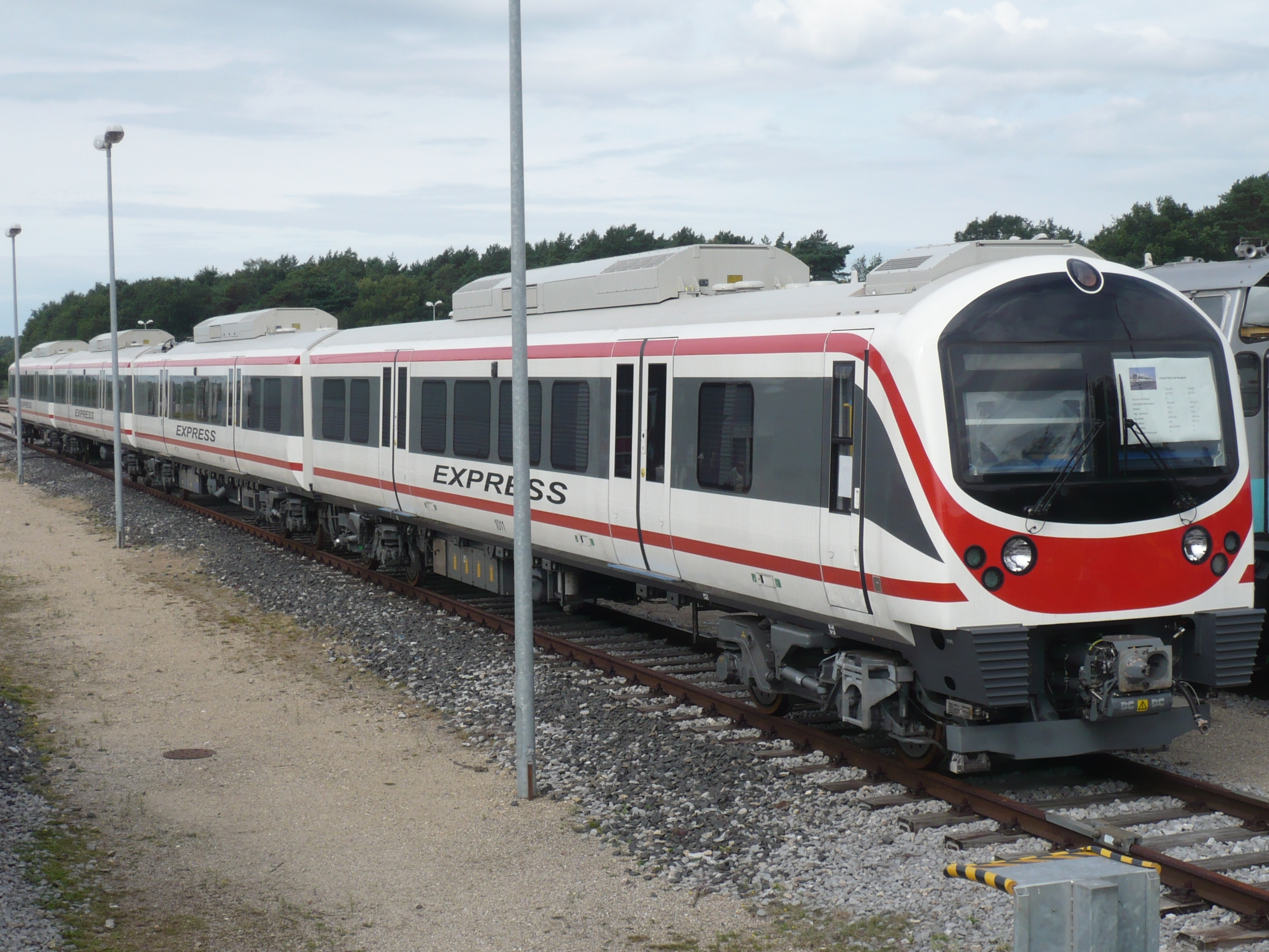
バンコク・スワンナプーム国際空港連絡鉄道
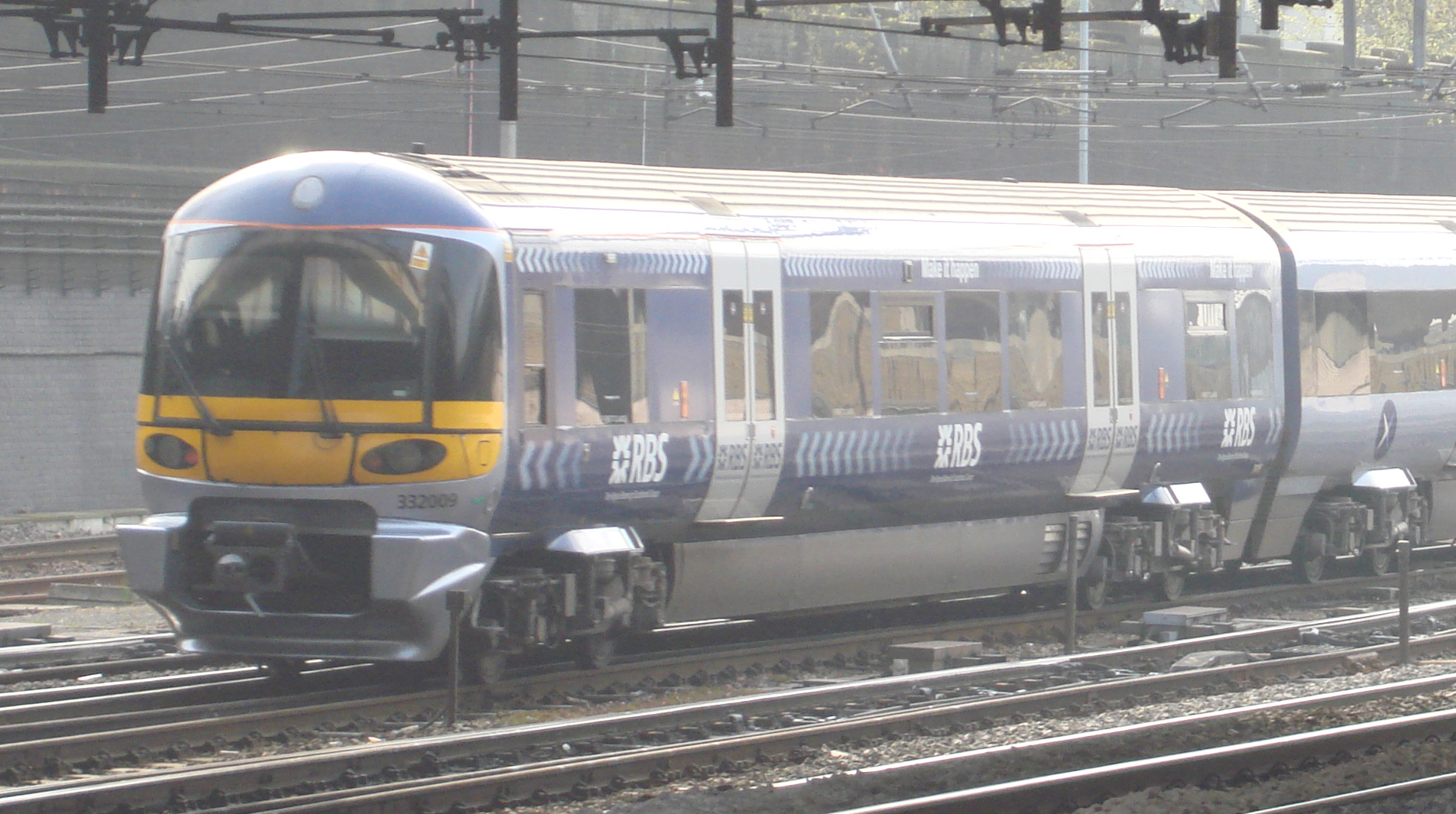
332形（イギリス）
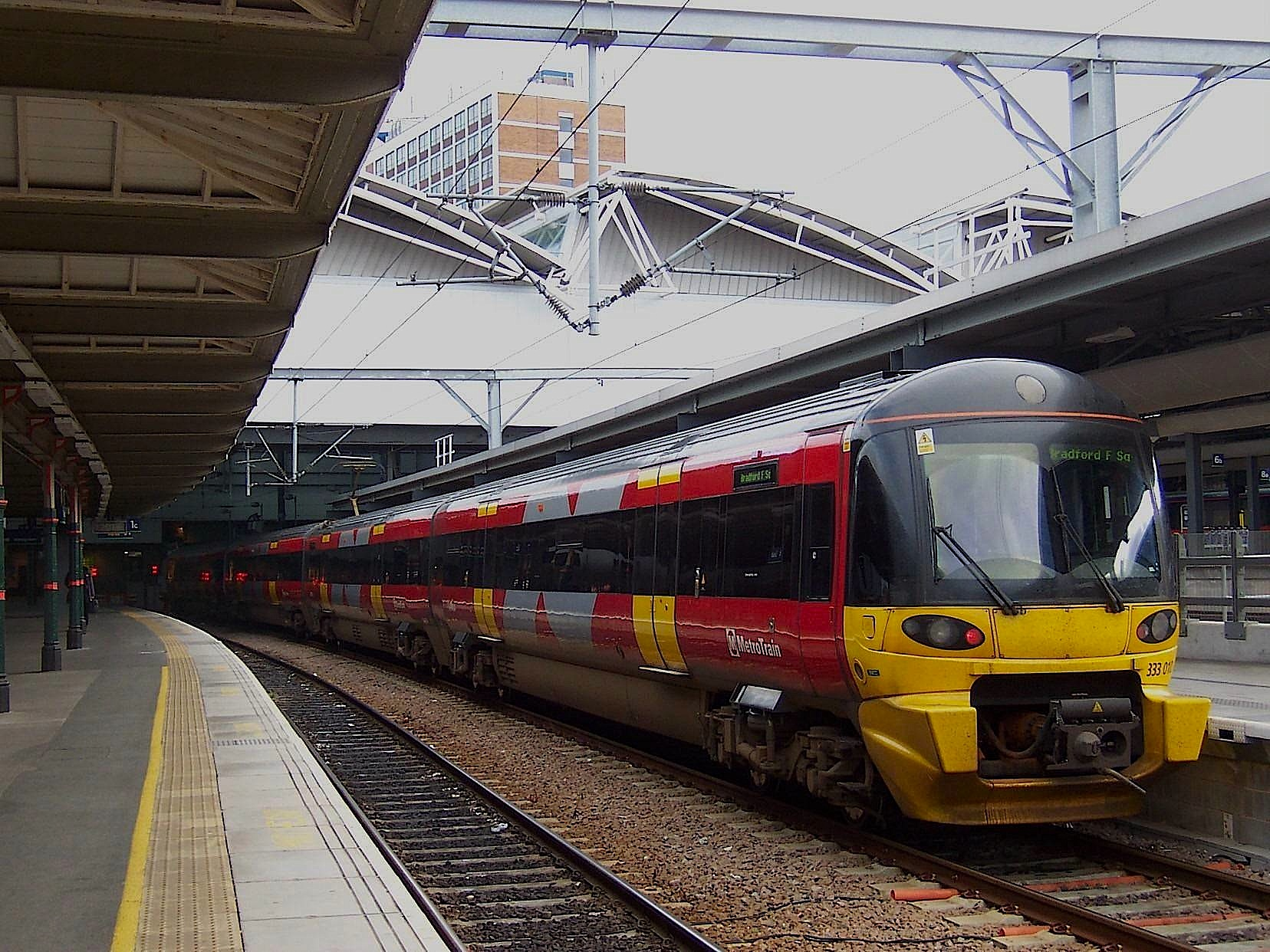
333形（イギリス）
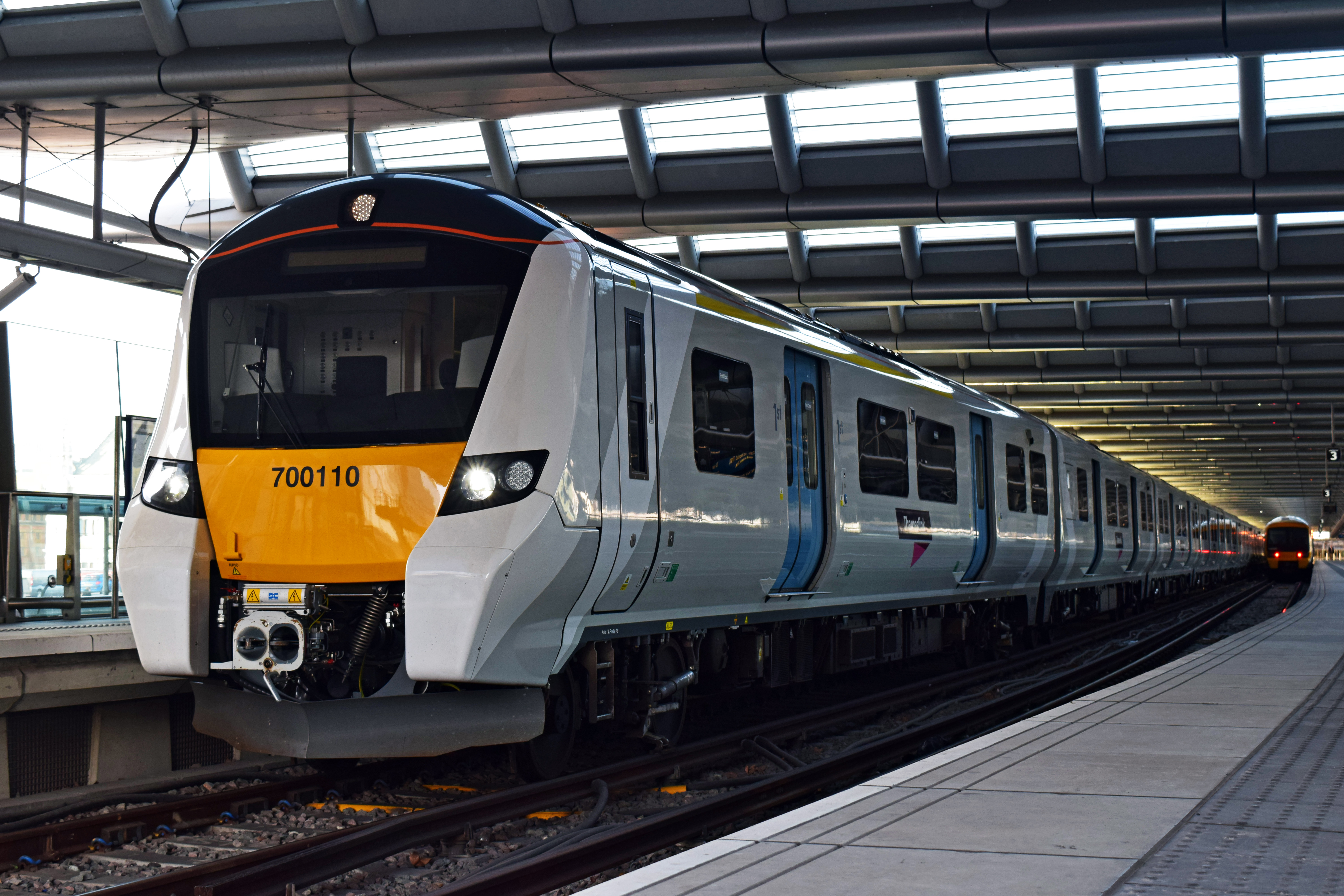
700形（イギリス）

#### 地下鉄・都市鉄道

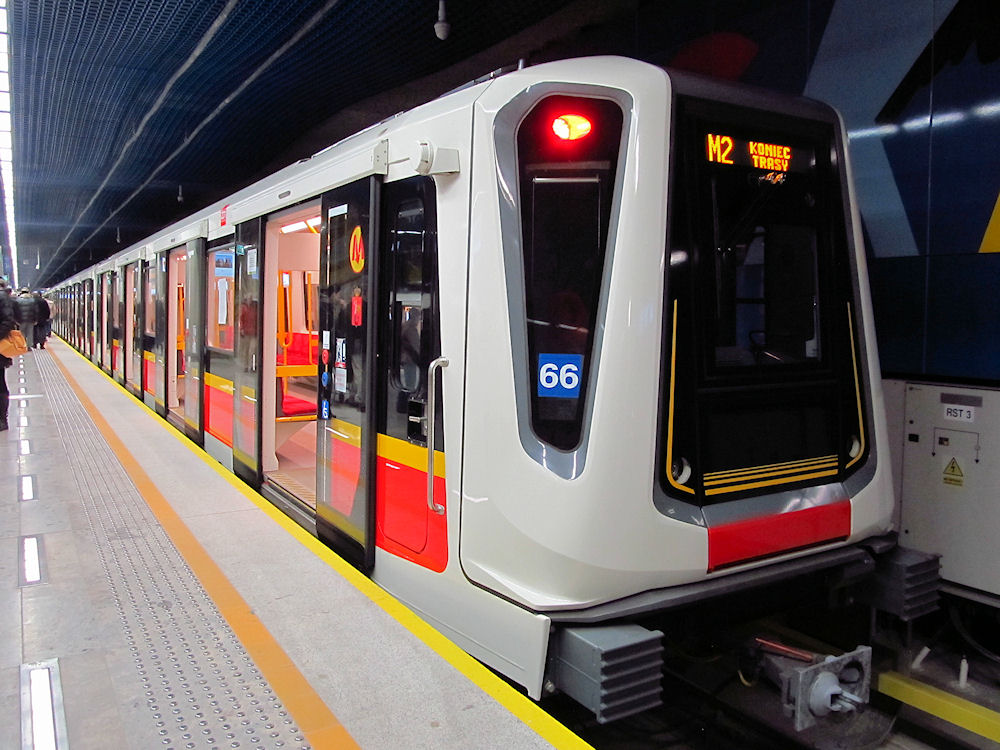
ワルシャワ地下鉄
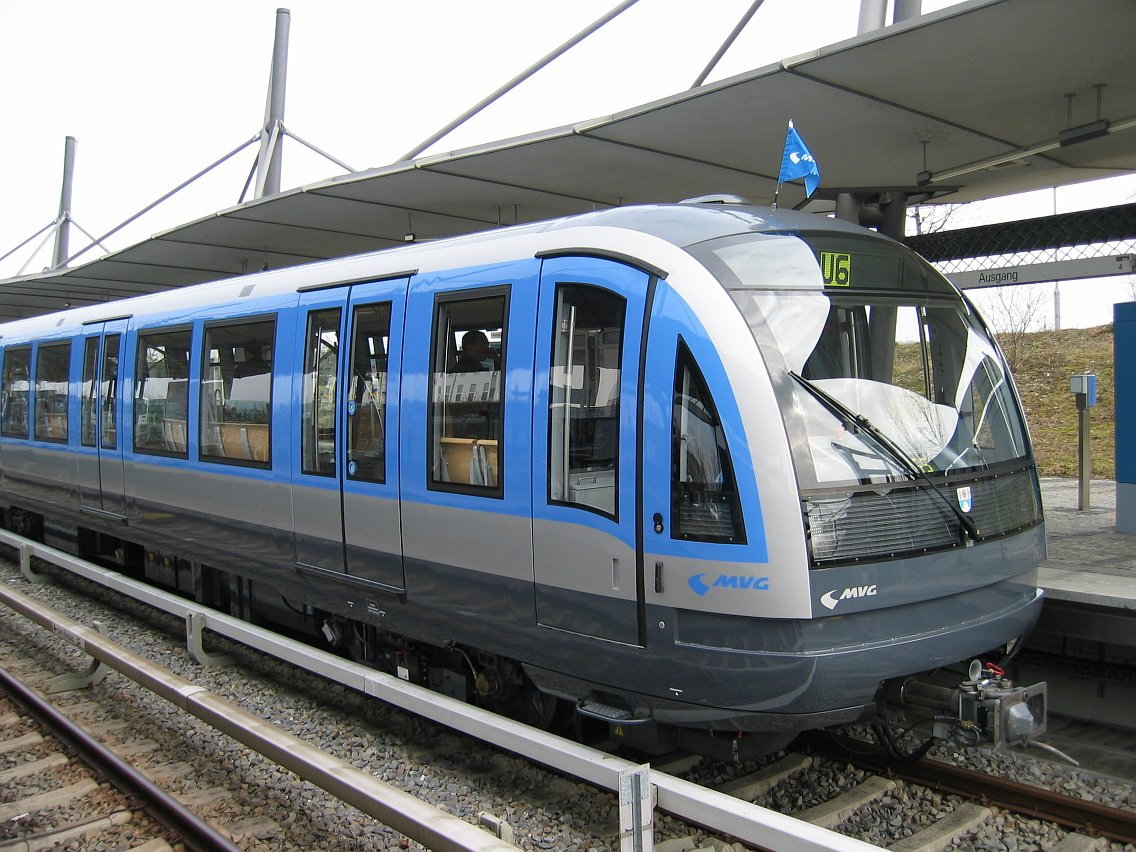
ミュンヘン地下鉄
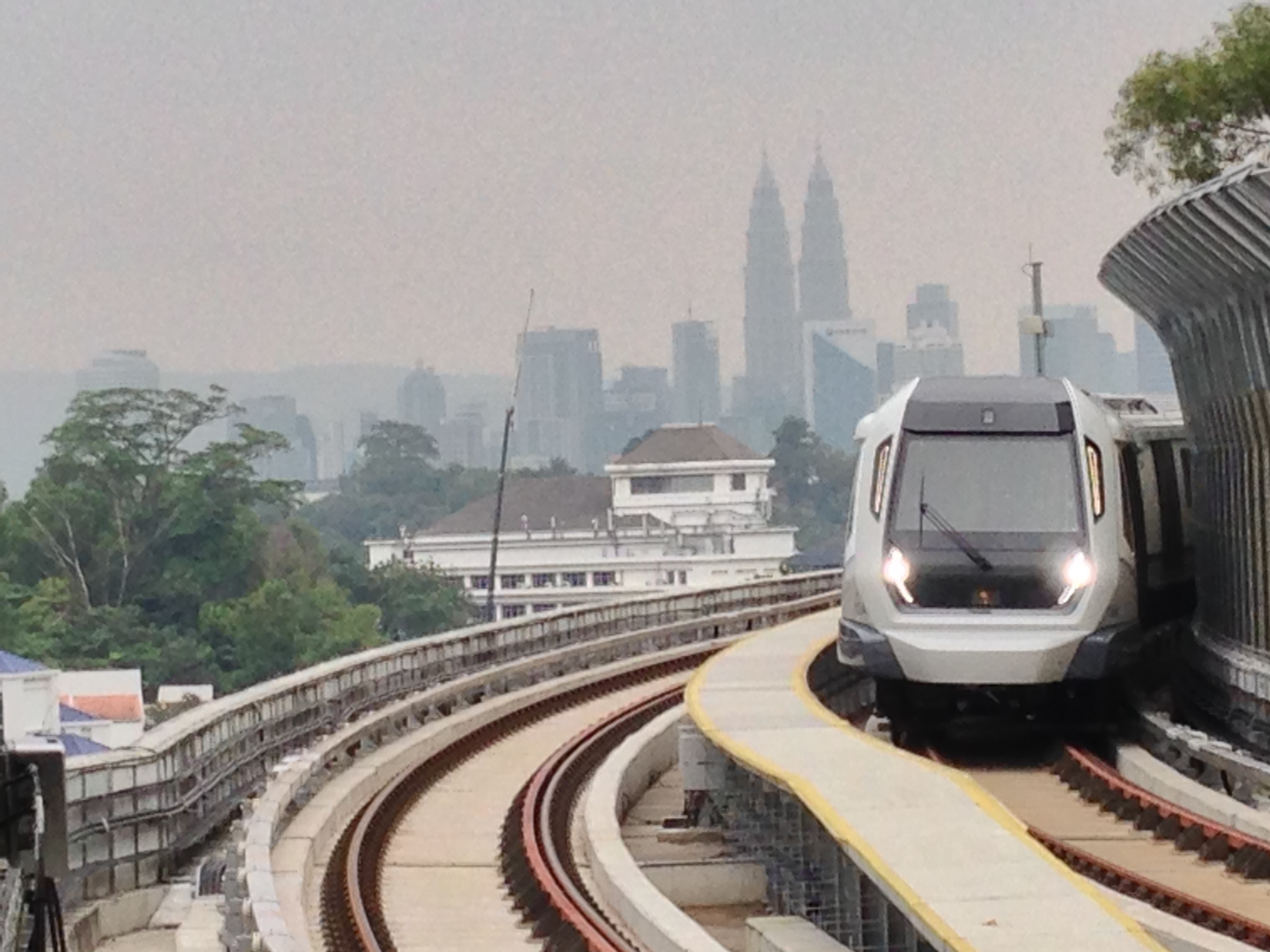
ラピドKL

- モジュラー・メトロ
  -  ウィーン地下鉄
  -  シンガポール地下鉄C651形電車
  -  台北捷運321型、341型
  -  高雄捷運高運量電車
  -  上海軌道交通2号線、4号線
  -  広州地下鉄1号線（廣州地鐵一號線列車）
  -  バンコク・メトロブルーライン
  -  バンコク・スカイトレイン

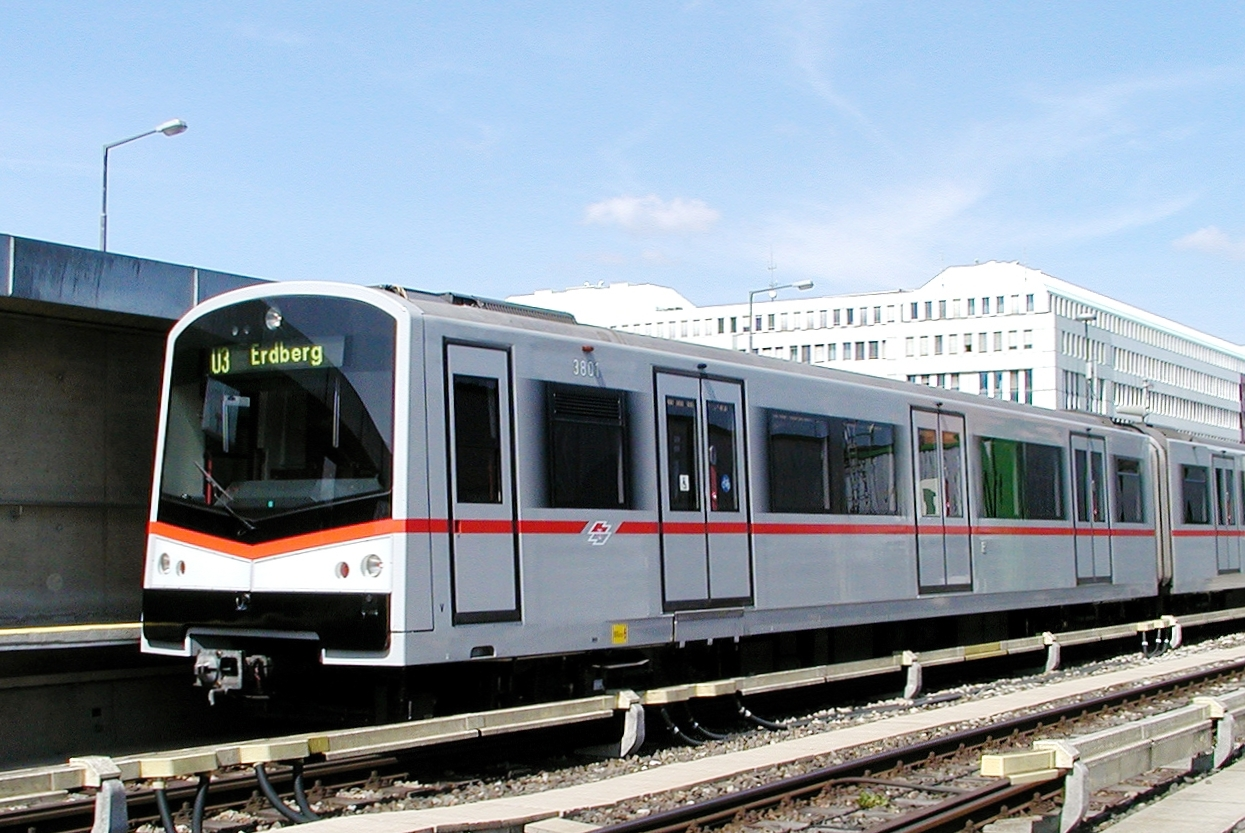
ウィーン地下鉄
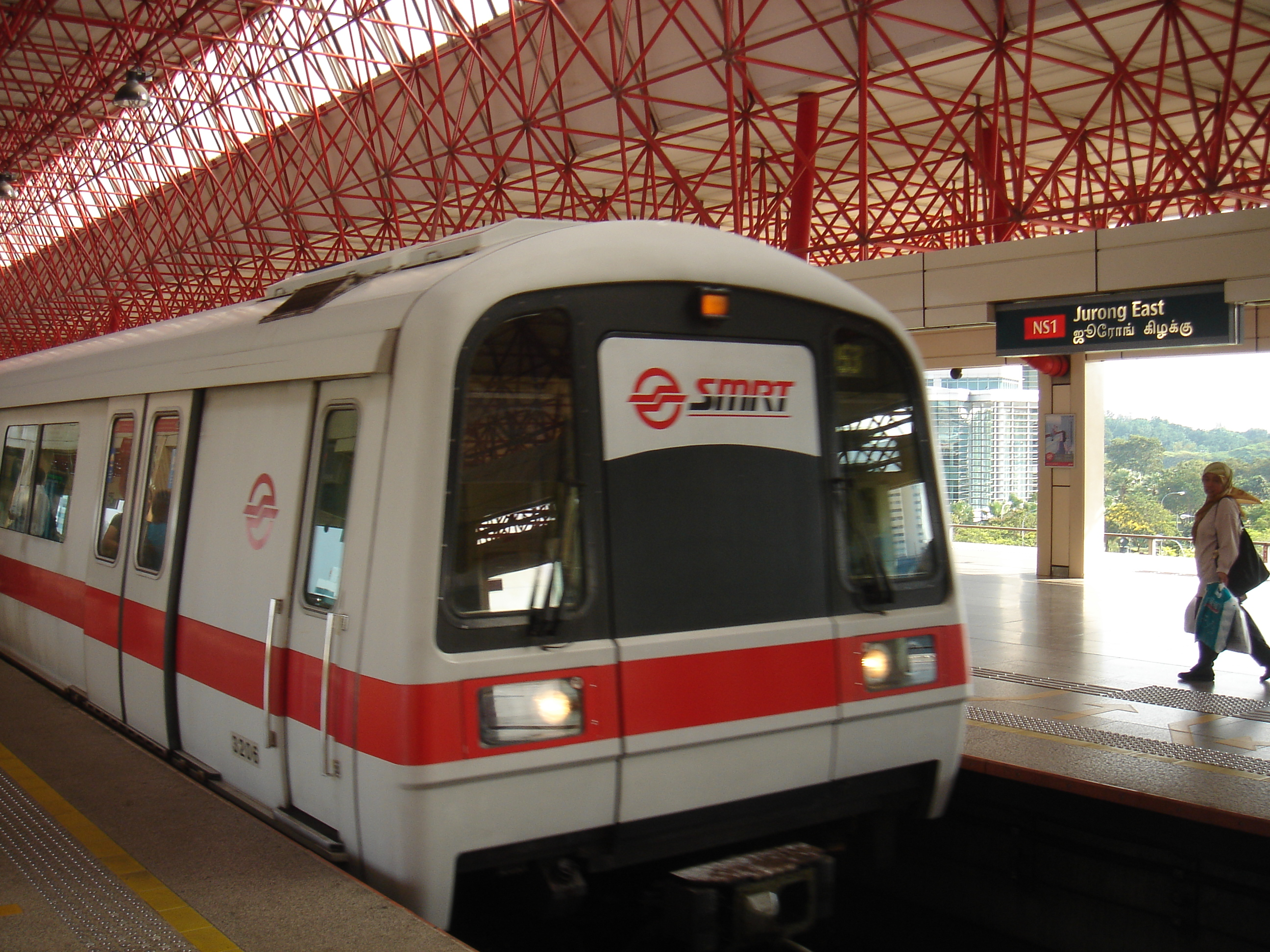
シンガポールMRTのC651型
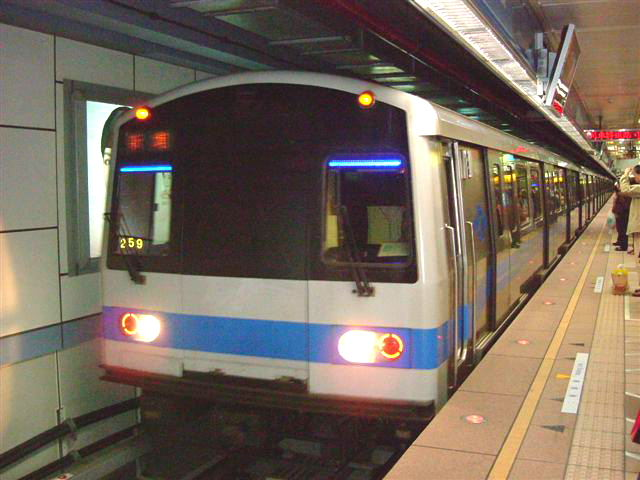
台北MRT321型
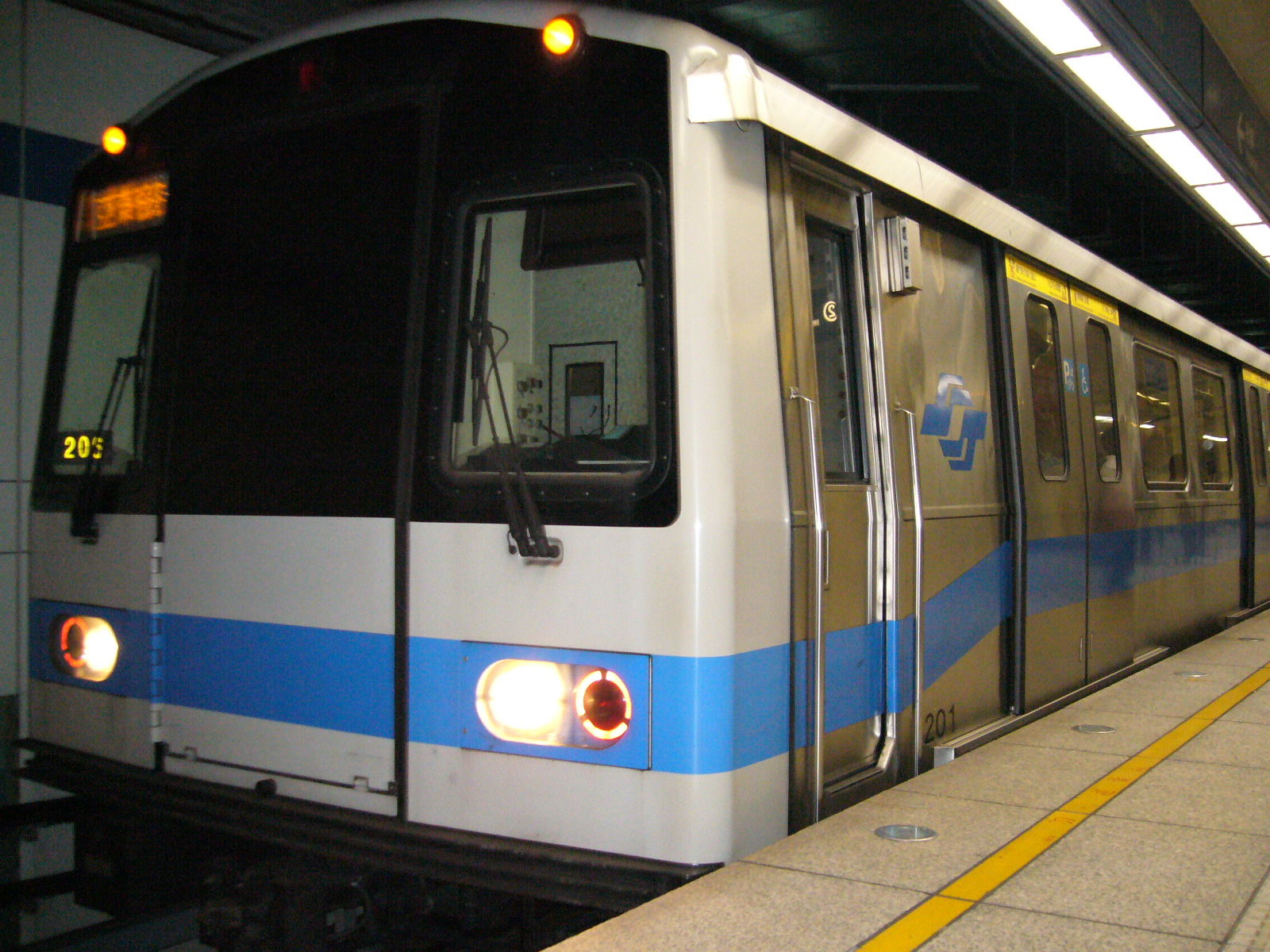
台北MRT341型
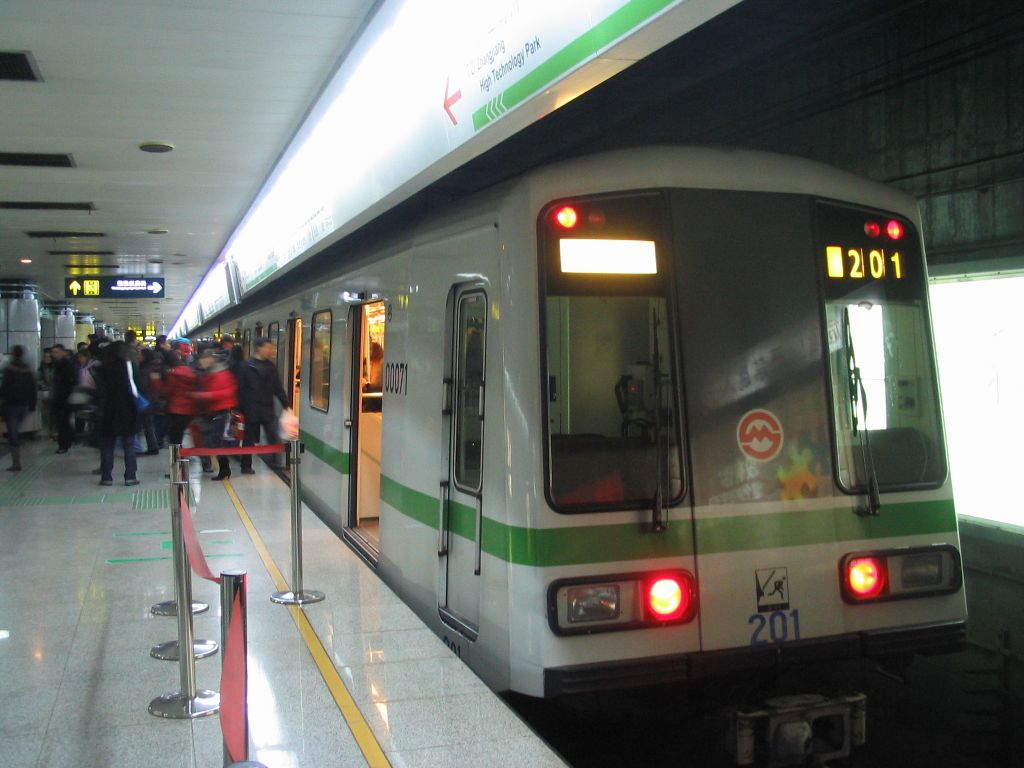
上海2号線AC02型
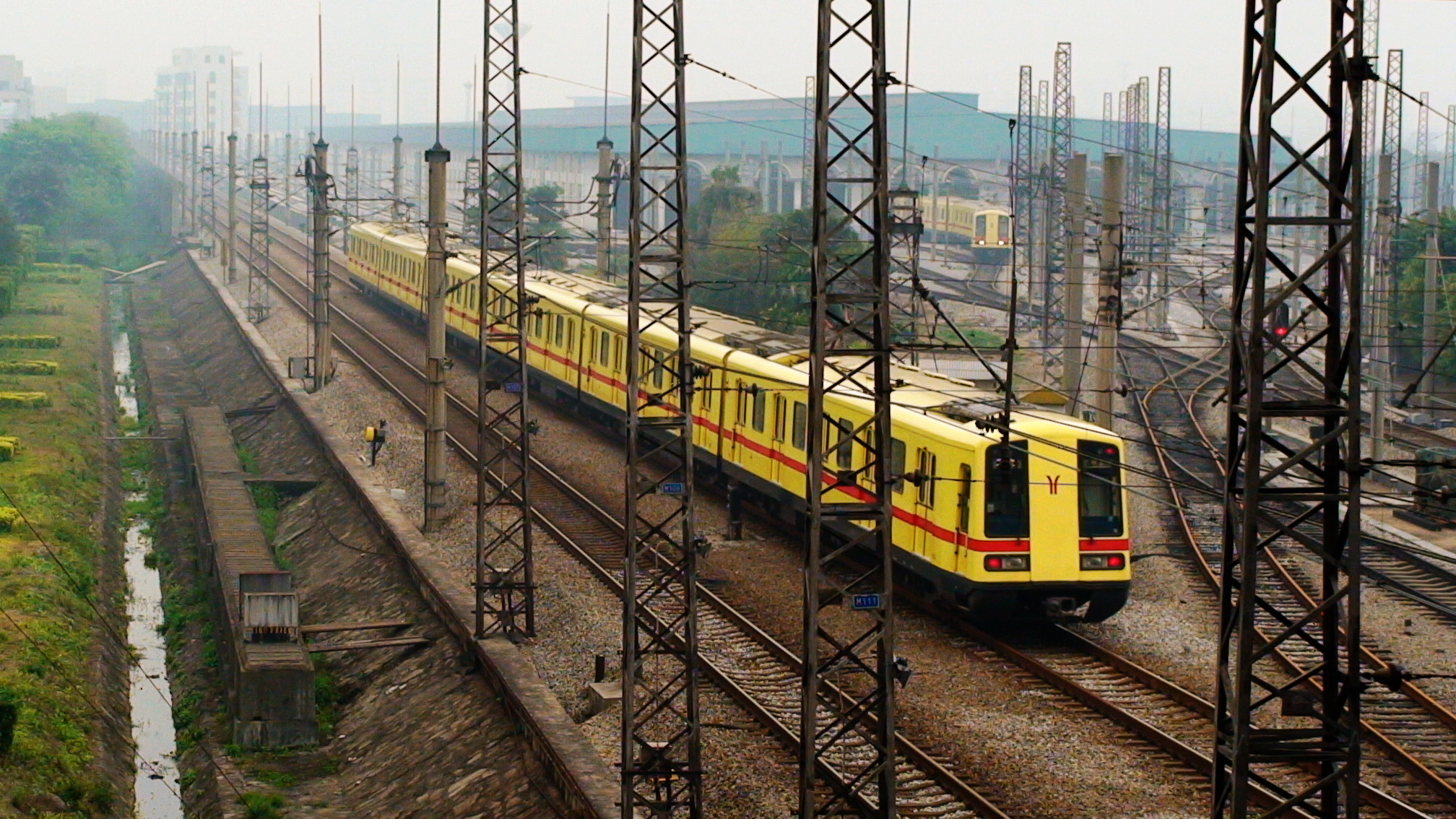
広州1号線
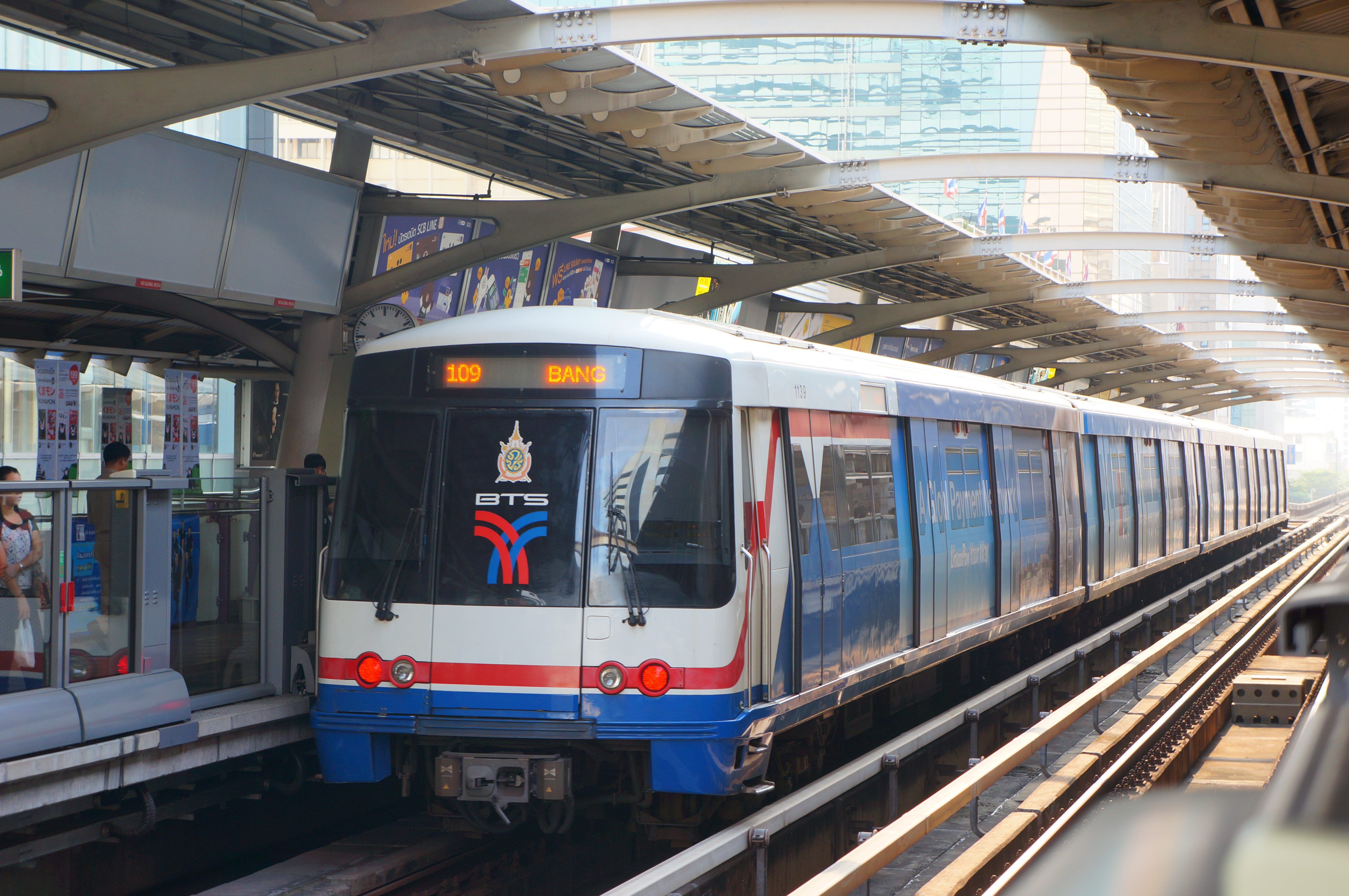
バンコク・スカイトレイン

- Inspiro（2013年 - ）
  -  ワルシャワ地下鉄M1・M2
  -  ミュンヘン地下鉄U3・U6
  -  ラピドKLスンガイ・ブロー - カジャン線
  -  ソフィア地下鉄3号線[9]
  -  リヤド・メトロ[10]

- ワルシャワ地下鉄
- ミュンヘン地下鉄
- ラピドKL

#### モノレール
「SIPEM（SIemens PEple Mover）」のブランドで懸垂型モノレールを展開している。

#### VAL
かつてマトラ社が展開していたヴェイキュロトマティクレジェ (VAL) はシーメンスのフランス法人が1998年に株式の95%、2001年に残りの5%を取得し、以後当社のブランドとなっている。
- 台北捷運文湖線 - VAL256
- オルリーヴァル - VAL206
- トゥールーズ地下鉄 - VAL206, VAL208
- レンヌ地下鉄 - VAL208
- トリノ地下鉄 - VAL208
- シカゴ・オヘア国際空港の空港内交通システム (Airport Transit System) - VAL256
- 議政府軽電鉄 - VAL208

など

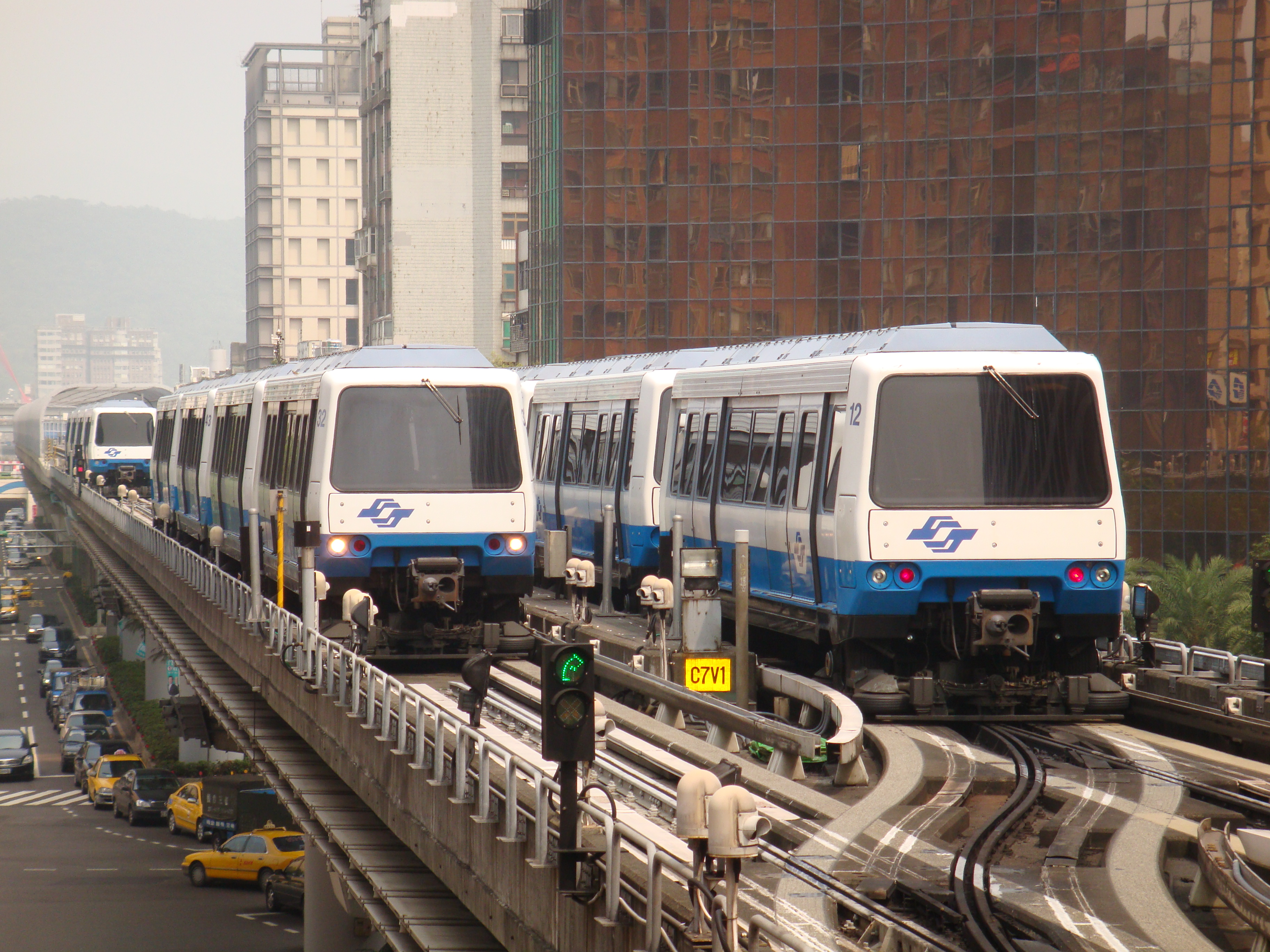
台北捷運文湖線のVAL256
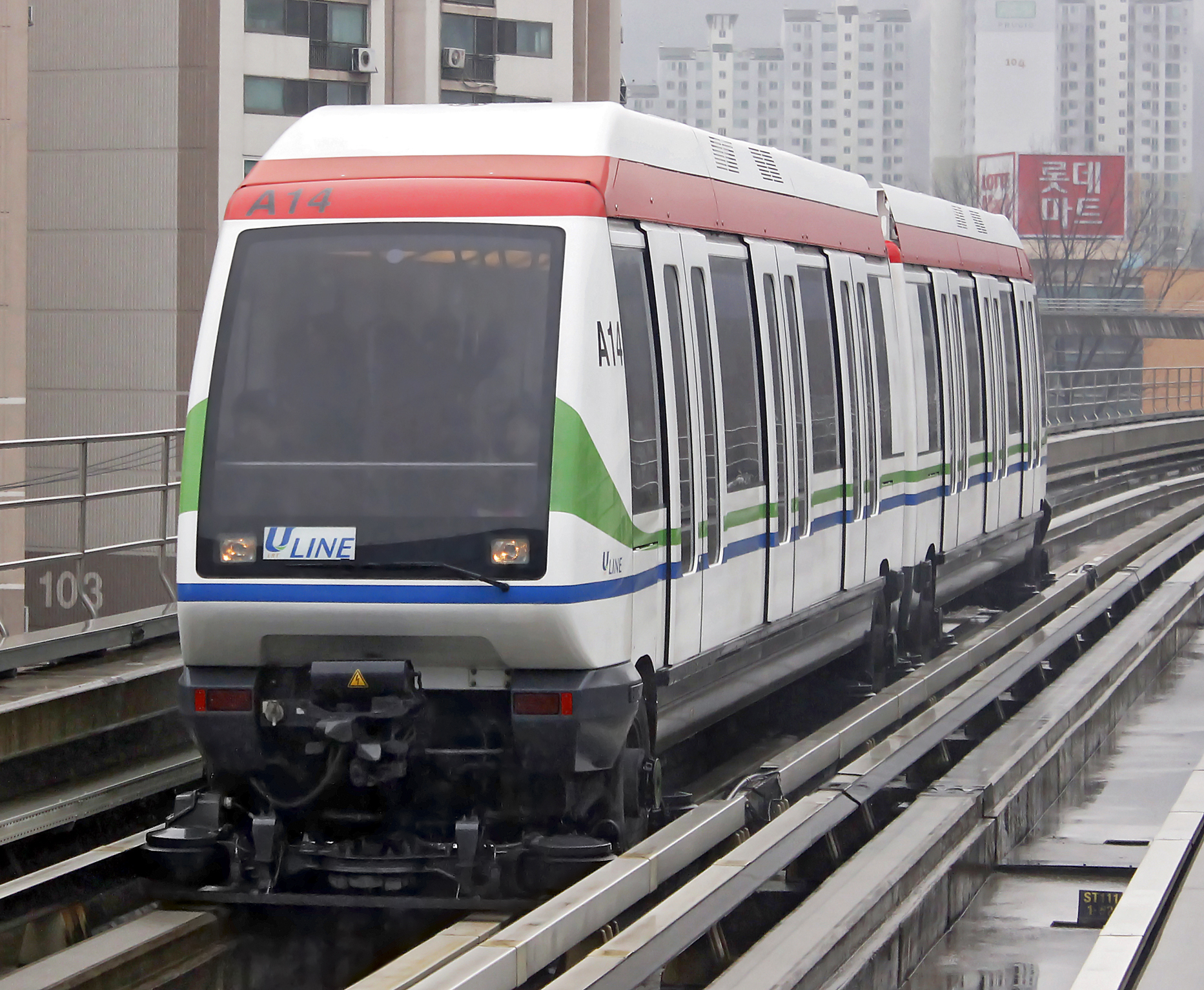
議政府軽電鉄VAL208
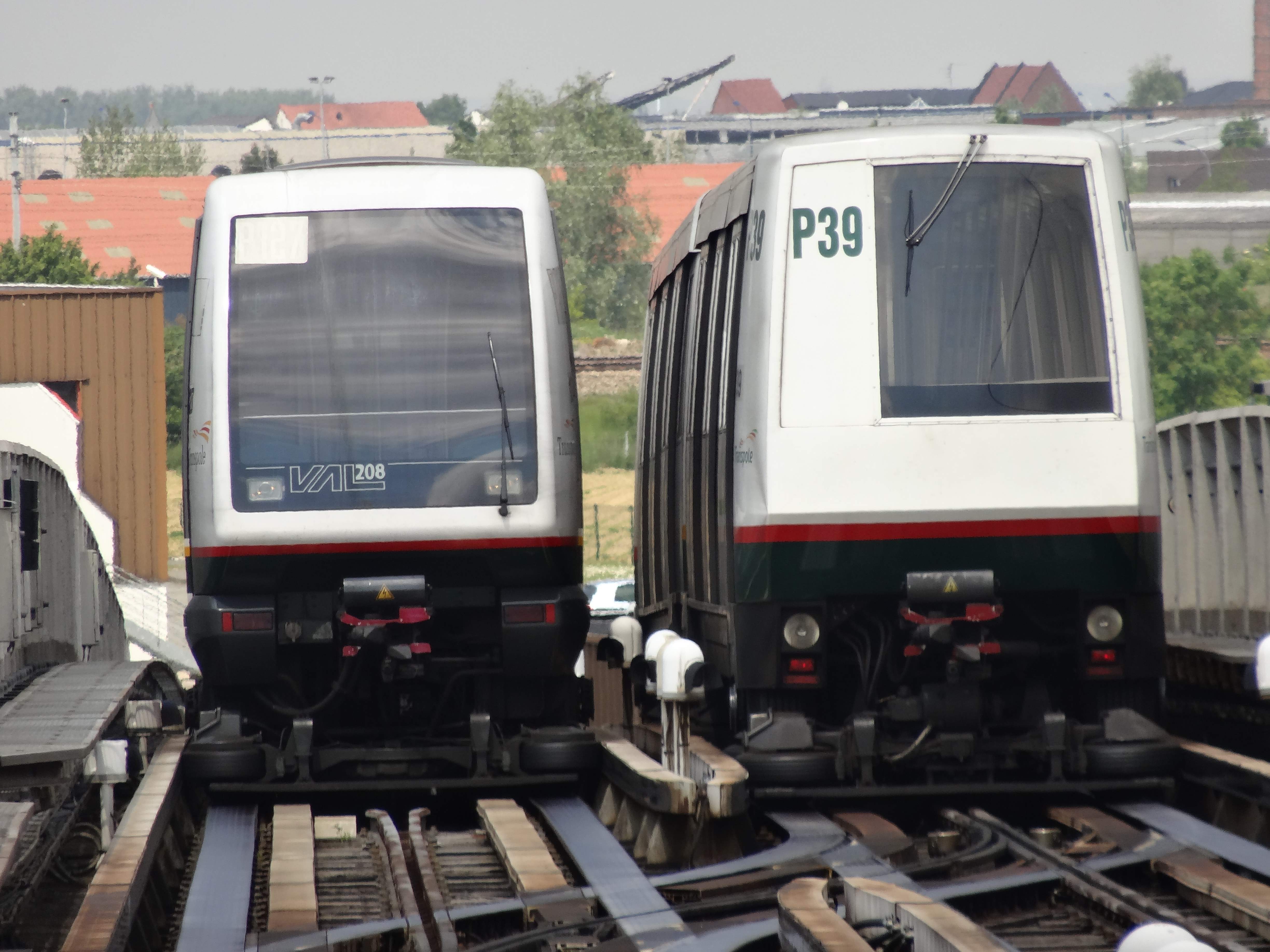
リールメトロのVAL206
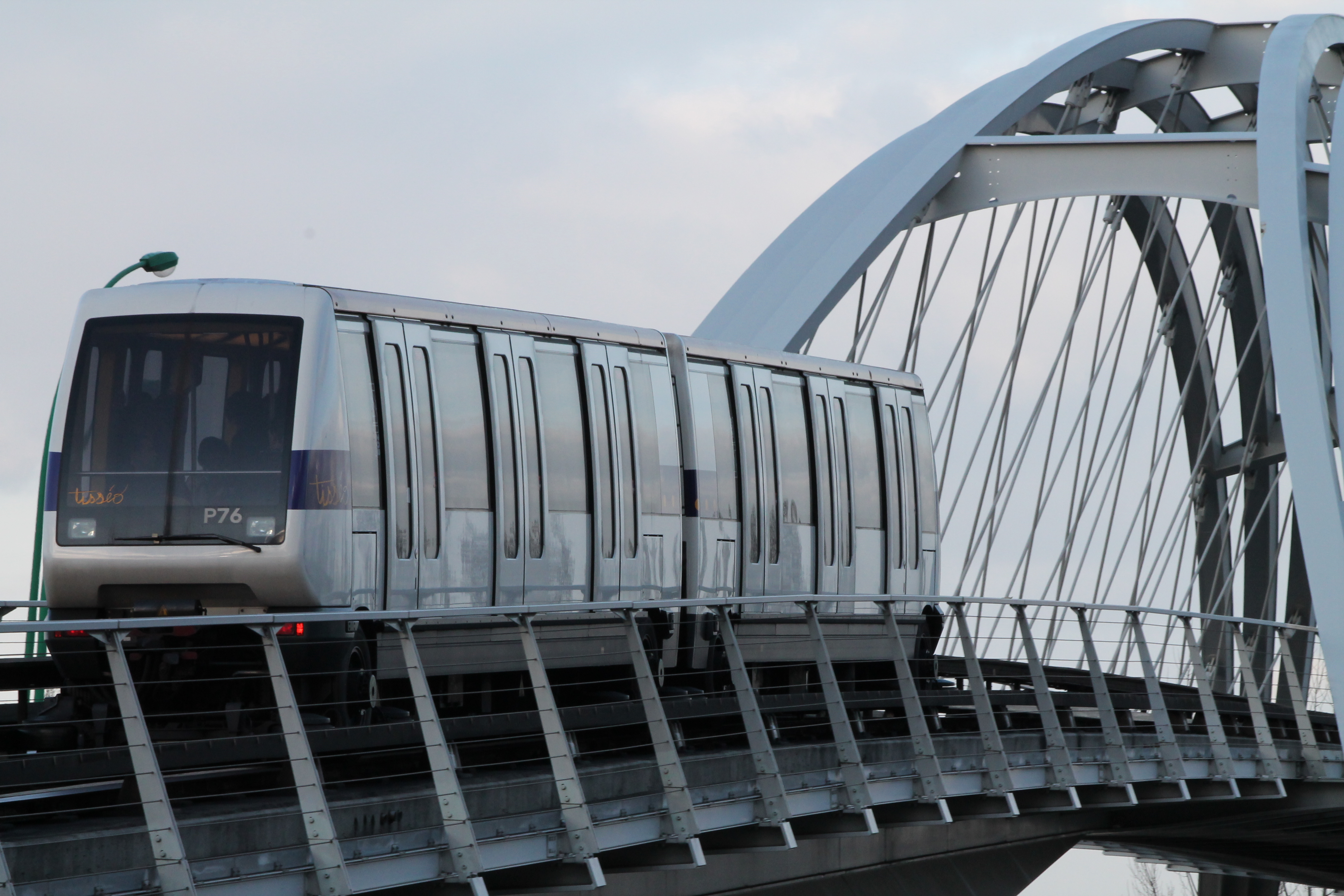
トゥールーズのVAL208
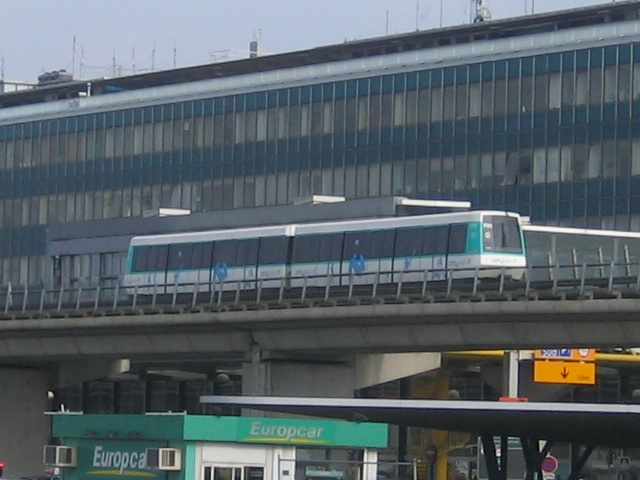
オルリーのVAL206
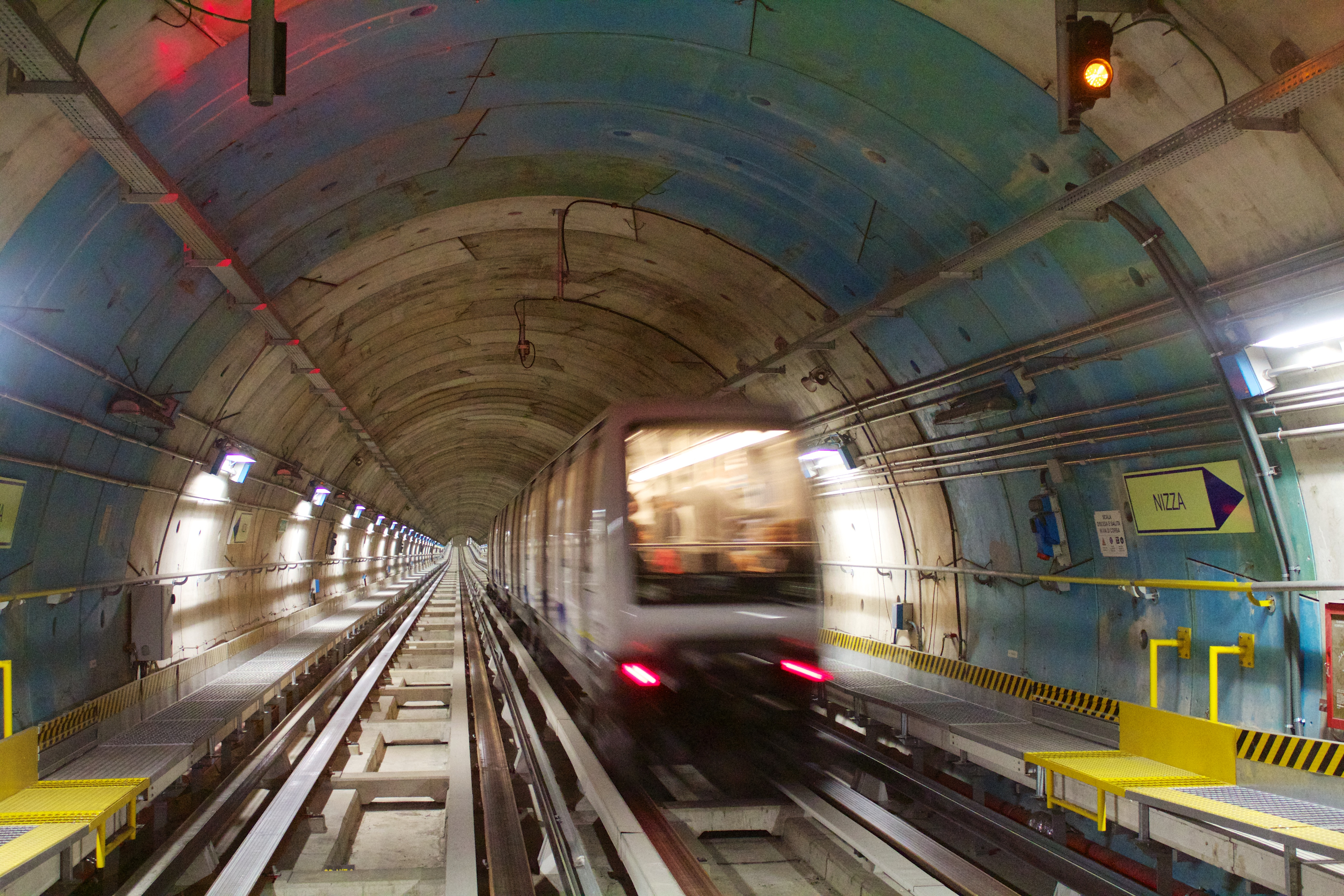
トリノのVAL208
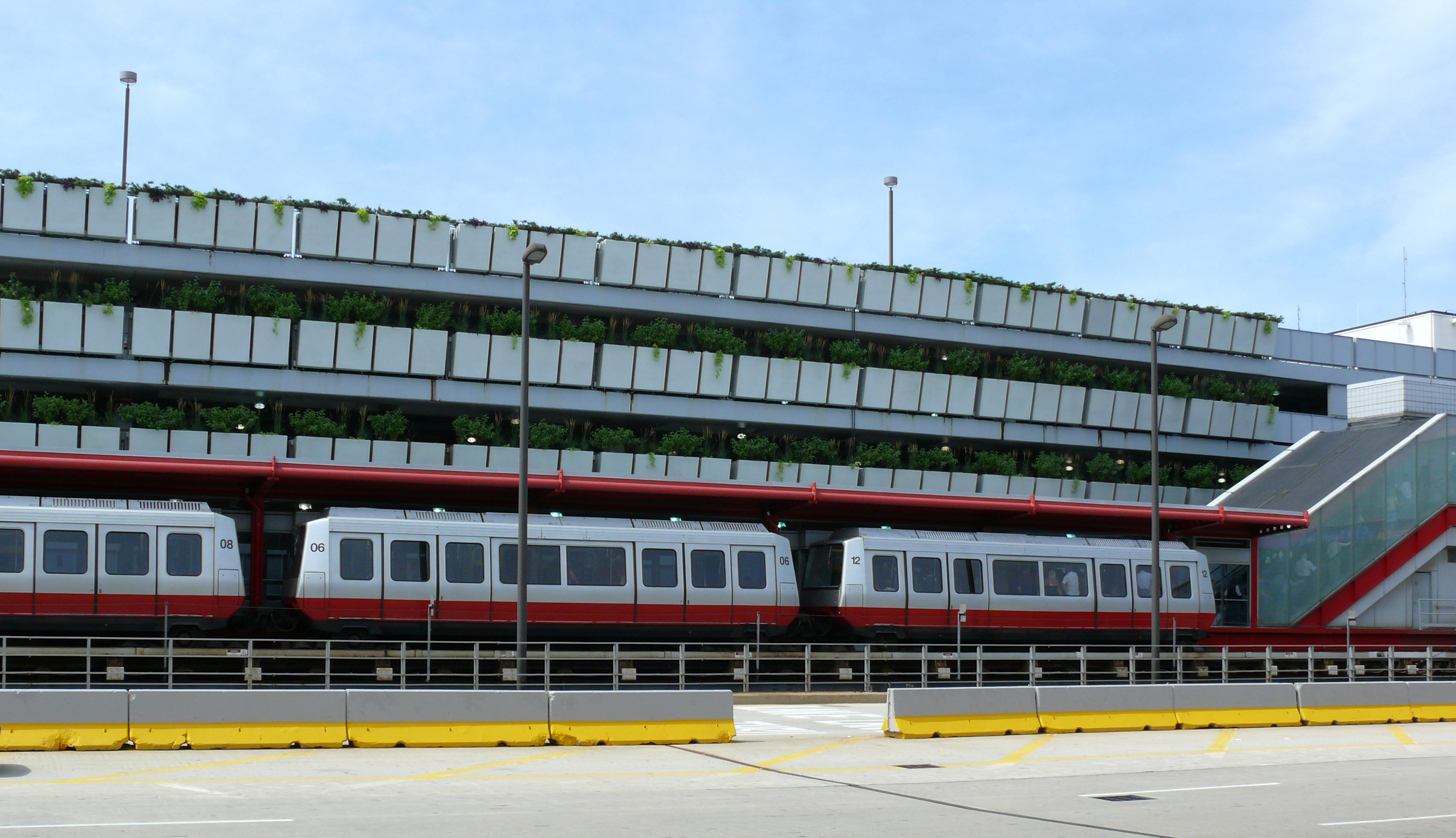
シカゴ・オヘア空港

#### 路面電車・ライトレール
- コンビーノ（1996年 - ）
  -  広島電鉄5000形
  -  アムステルダム
  -  メルボルン
  -  ブダペスト

など

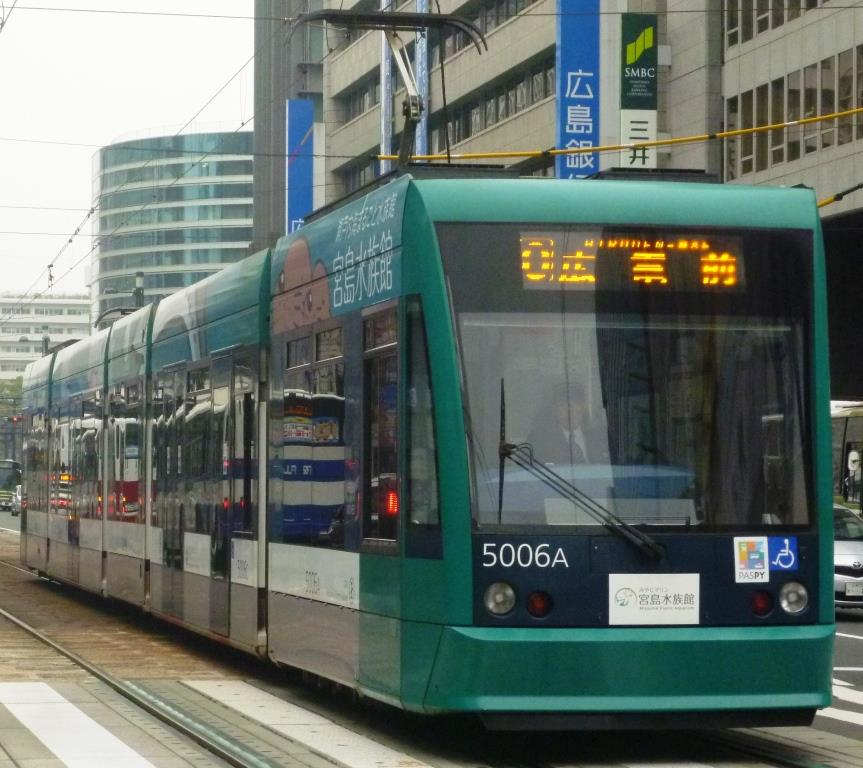
広島電鉄5000形（グリーンムーバー）
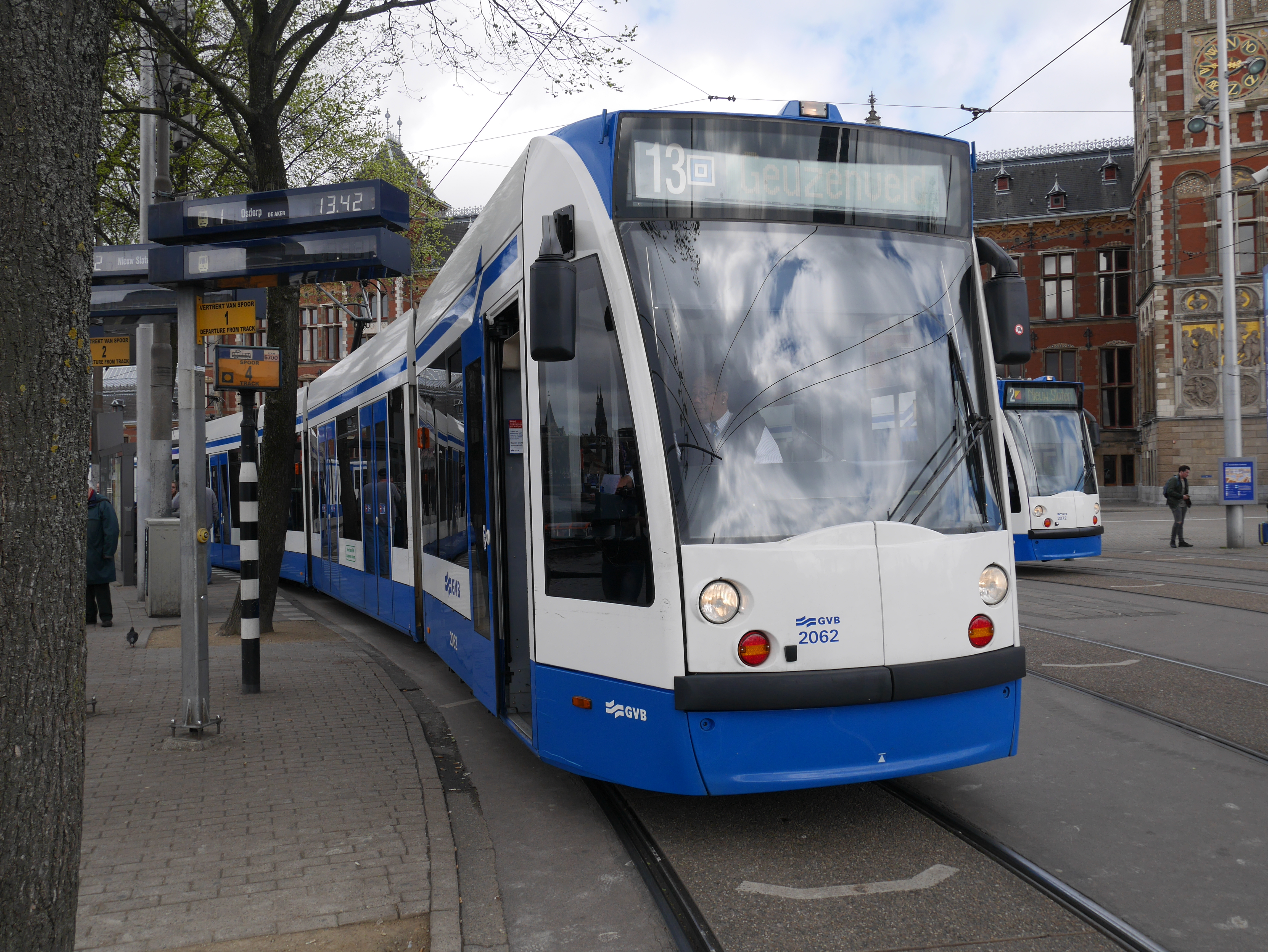
アムステルダムのトラム
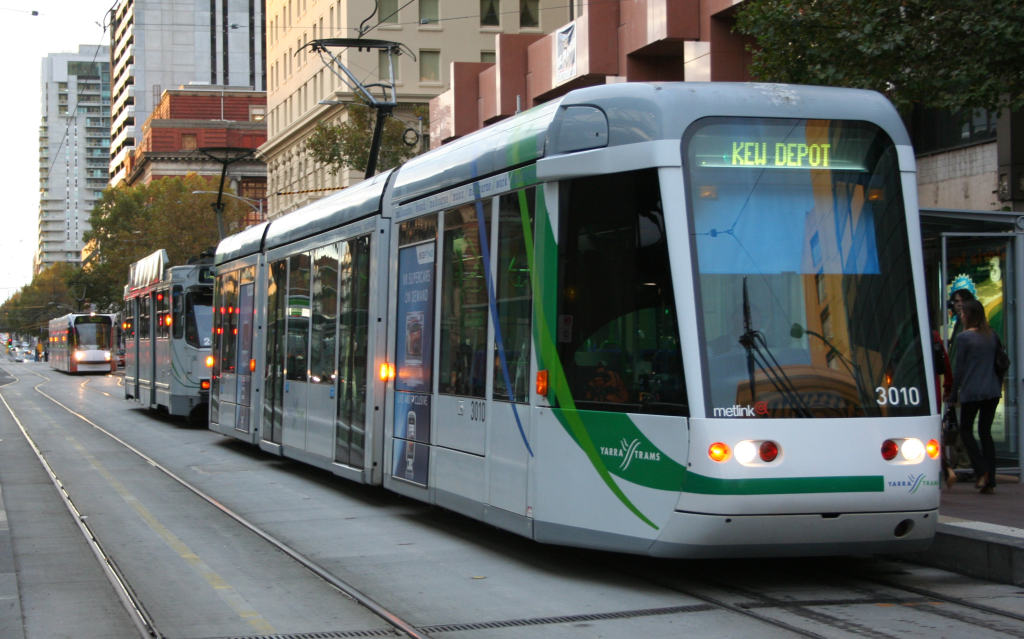
メルボルンのトラム
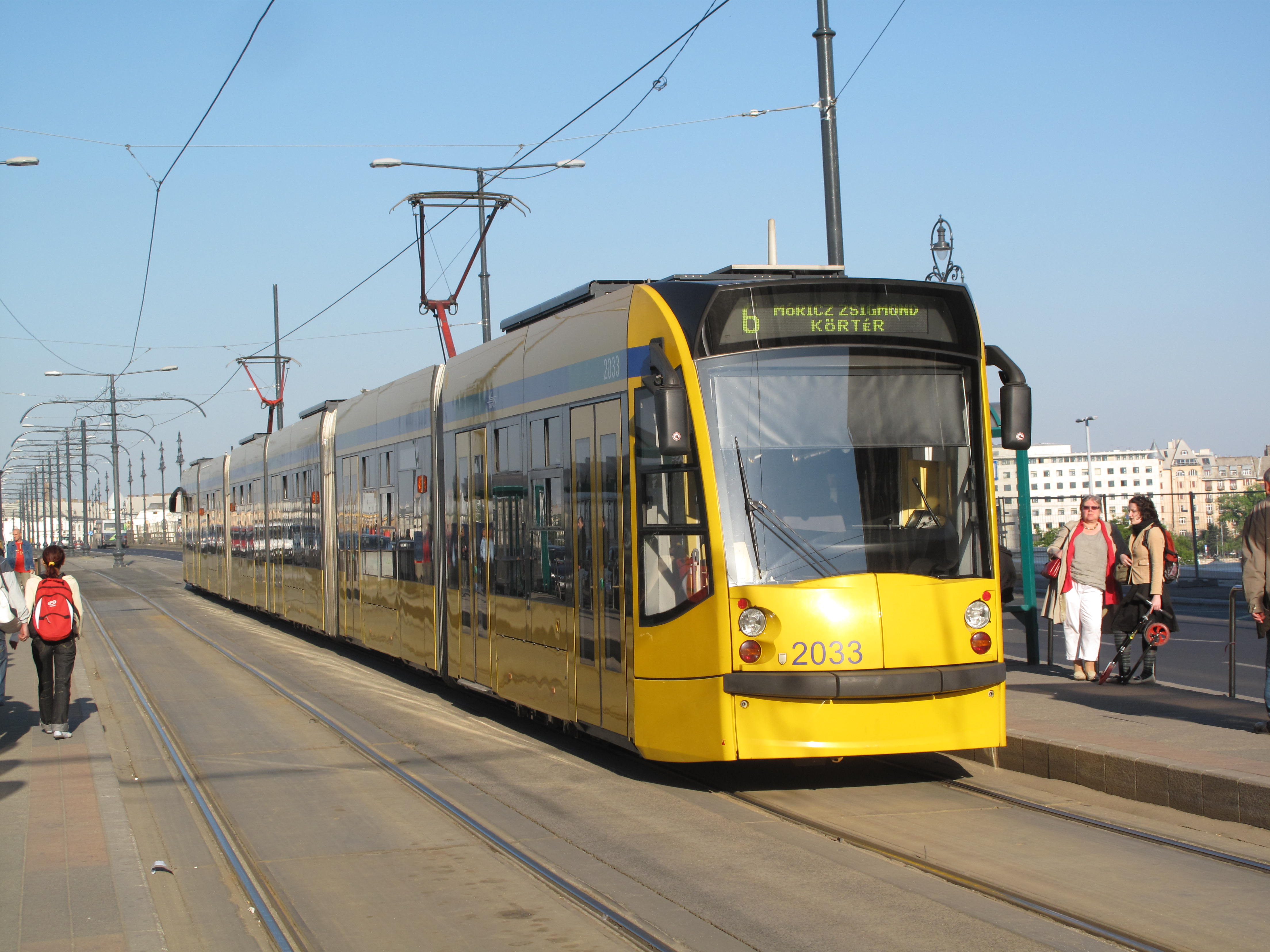
ブダペストのトラム

- アヴァント（2004年 - ）
  -  ヒューストン、ミネアポリス・セントポール都市圏、アトランタなど

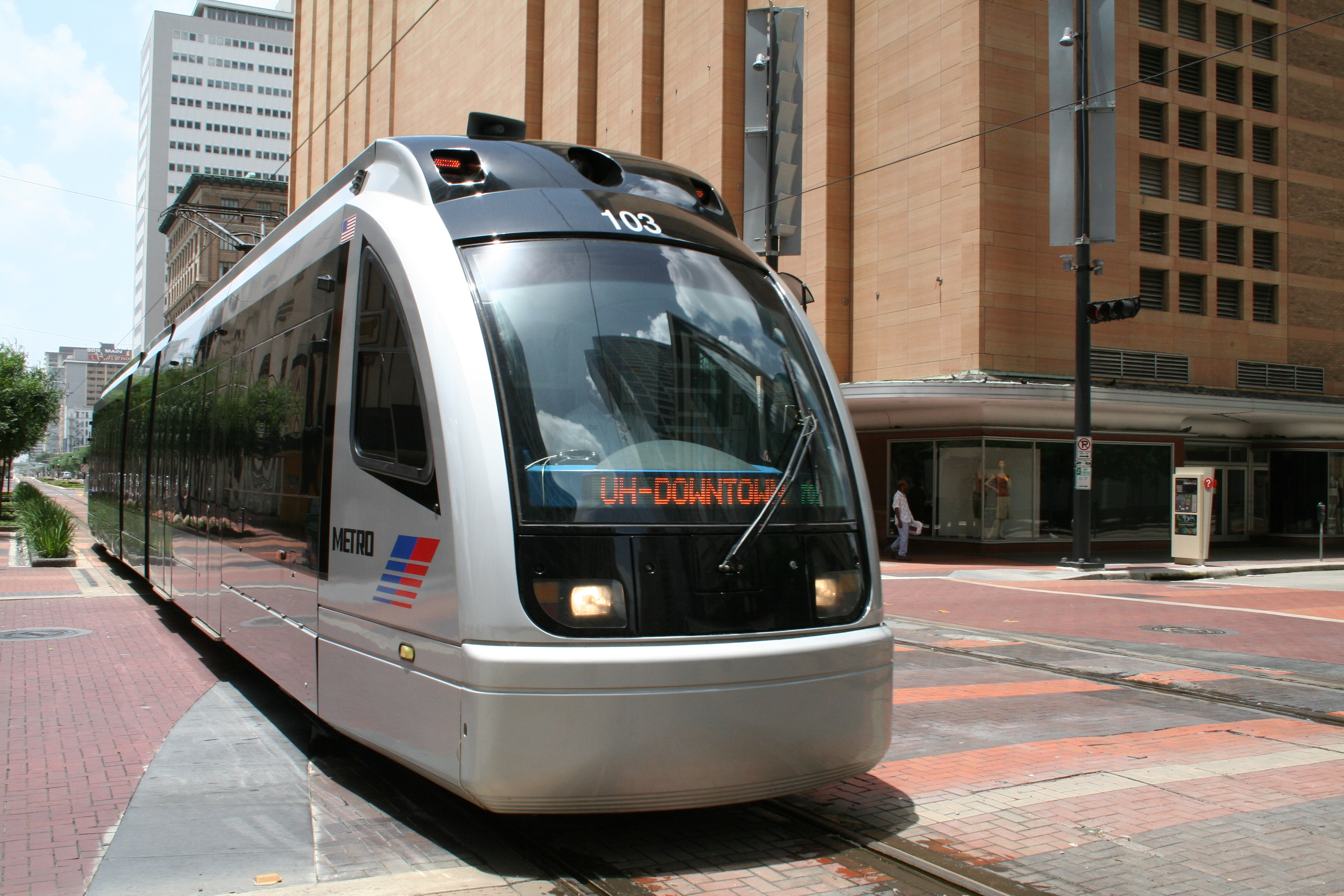
ヒューストン・メトロレール
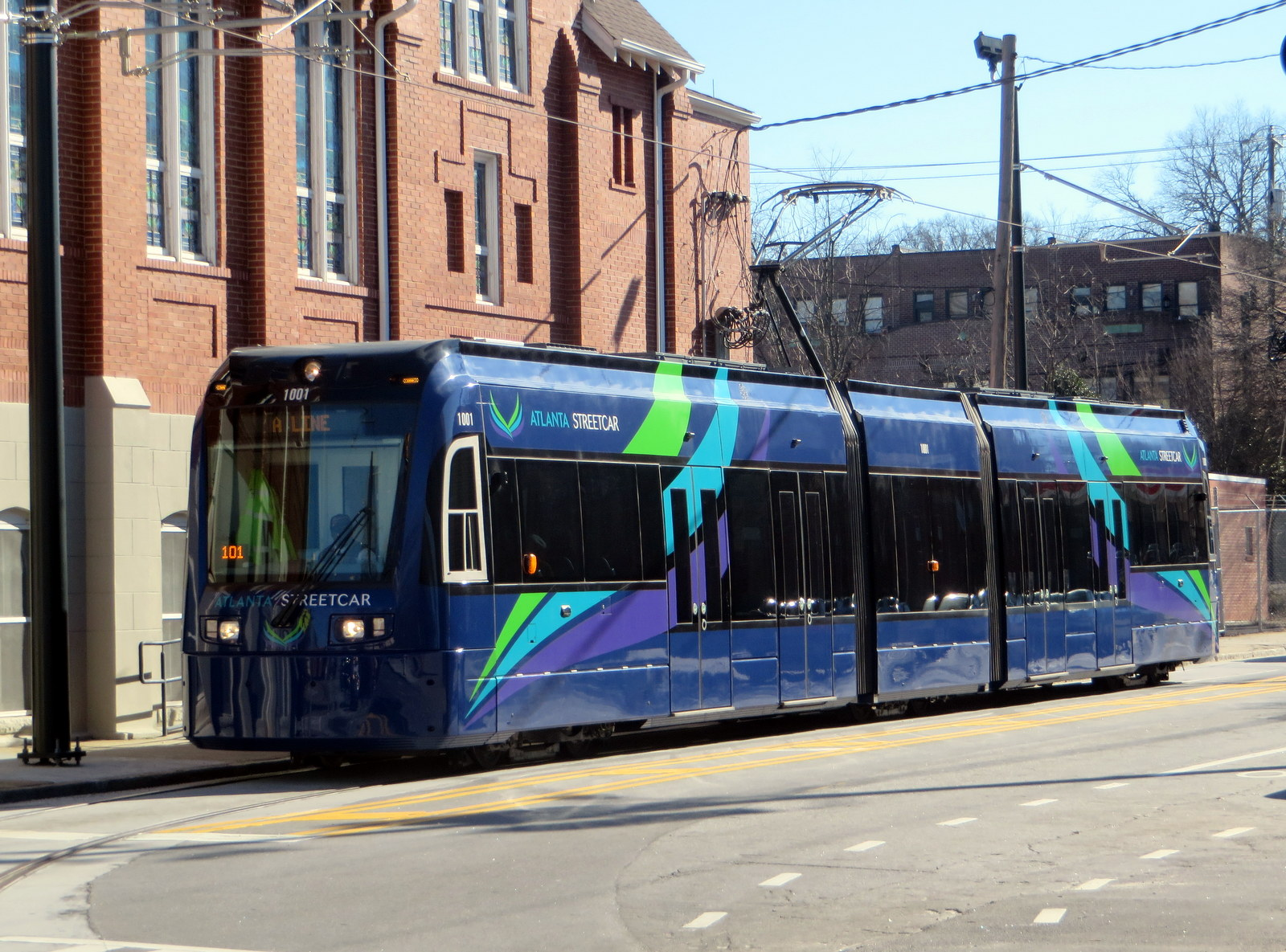
アトランタ・ストリートカー

## その他

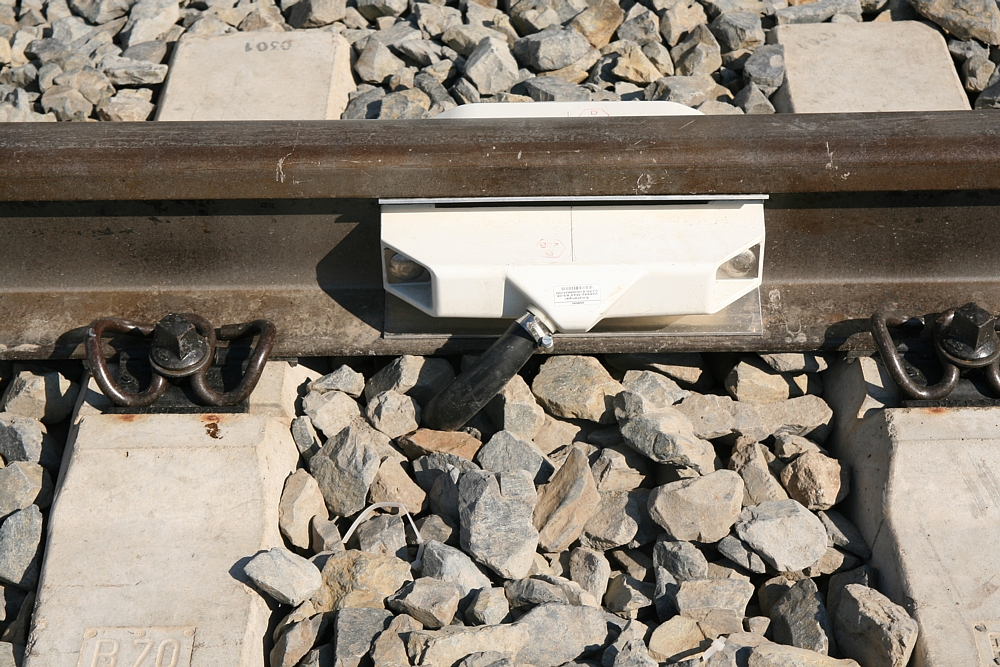
車軸カウンタ

### 転轍機
- S700 K
  -  ケルン-ライン＝マイン高速線
  -  韓国高速鉄道（京釜高速線）
  -  台湾高速鉄道[11]

など

### インバータ
シーメンス VVVF（SIBAC シリーズ）

#### 日本
- JR東日本E2系（CI6、東芝とシーメンスが共同で開発）
- JR東日本E501系 (CI3)
- 京急2100形 (G1450 D1130/560 M5-1)
- 京急新1000形 (G1450 D1130/560 M5-1、G1450 D1130/480 M5-1)
- 都営E5000形電気機関車 (TINV-5)

#### 中国
上海軌道交通
- 1号線01A03型 (G1500 D1150/580 M5-1)
- 1号線01A04型 (G1500 D1100/400 M5-1)
- 1号線01A07型（TKQ506B2000、縱橫機電とシーメンスが共同で開発）
- 2号線02A01型 (G1500 D1150/580 M5-1)
- 2号線02A05型（TKQ506B2000、縱橫機電とシーメンスが共同で開発）
- 4号線04A01型 (G1500 D1100/400 M5-1)
- 11号線11A01型 (G1500 D1100/400 M5-1)
- 13号線13A01型 (G1500 D1100/400 M5-1)
- 16号線16A01型 (G1500 D1100/400 M5-1)
- 16号線16A02型（TKQ506G2000、縱橫機電とシーメンスが共同で開発）
- 18号線18A01型（TKQ506F2000、縱橫機電とシーメンスが共同で開発）

広州地下鉄
- 2号線A4型 (G1500 D1100/400 M5-1)
- 3号線B1型 (G1500 D1000/300 M5-1)
- 3号線B2・B4型 (G1500 D1100/400 M5-1)
- 3号線B10型 (G1500 D1100/657 M5-1)
- 広仏線B3型1次車 (G1500 D1000/300 M5-1)

杭州地下鉄
- 1号線1次車 (G1500 D1000/300 M5-1)
- 1号線2次車（TKQ506D2000、縱橫機電とシーメンスが共同で開発）
- 10号線1次車（TKQ506SA2000、縱橫機電とシーメンスが共同で開発）

武漢地下鉄
- 2号線1次車 (G750 D570/800 M5-1)
- 2号線2次車（TKQ5032000、縱橫機電とシーメンスが共同で開発）
- 4号線1次車 (G750 D570/800 M5-1)
- 4号線2次車（縱橫機電とシーメンスが共同で開発）
- 8号線1次車（縱橫機電とシーメンスが共同で開発）

鄭州地下鉄
- 1号線1次車（G1500 D1100/400 M5-1）
- 1号線2次車（TKQ5052000、縱橫機電とシーメンスが共同で開発）
- 1号線3次車（縱橫機電とシーメンスが共同で開発）

蘇州軌道交通
- 1号線1次車 (G1500 D1000/300 M5-1)
- 1号線2次車（TKQ5042000、縱橫機電とシーメンスが共同で開発）

天津地下鉄
- 1号線1次車用更新機器（縱橫機電とシーメンスが共同で開発）
- 10号線1次車（縱橫機電とシーメンスが共同で開発）

その他
- 寧波軌道交通1号線1次車 (G1500 D1100/400 M5-1)
- 北京地下鉄19号線 CCD5034・SFM80型（TKQ5072000、縱橫機電とシーメンスが共同で開発）

など

#### その他の地域
- サンパウロ CPTM 3000形 (G3000 D2330/500 M5 rfz)
- ポルトガル鉄道
- Korail 8100・8200系
- ロシア鉄道
- ニュルンベルク地下鉄
- ミュンヘン地下鉄
- ウィーン地下鉄
- ワルシャワ地下鉄 Inspiro (G750 D570/800 M5-1)
- ソフィア地下鉄 Inspiro
- オスロ T-bane
- 台北捷運 C321型、C341型
- 高雄捷運

など

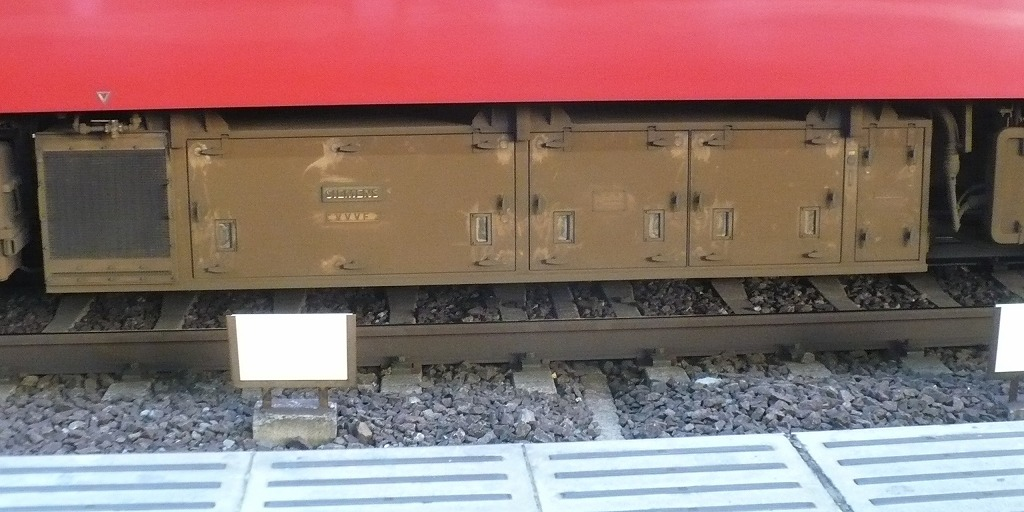
京急1000形（2代）・2100形用 GTO-VVVF（消滅）
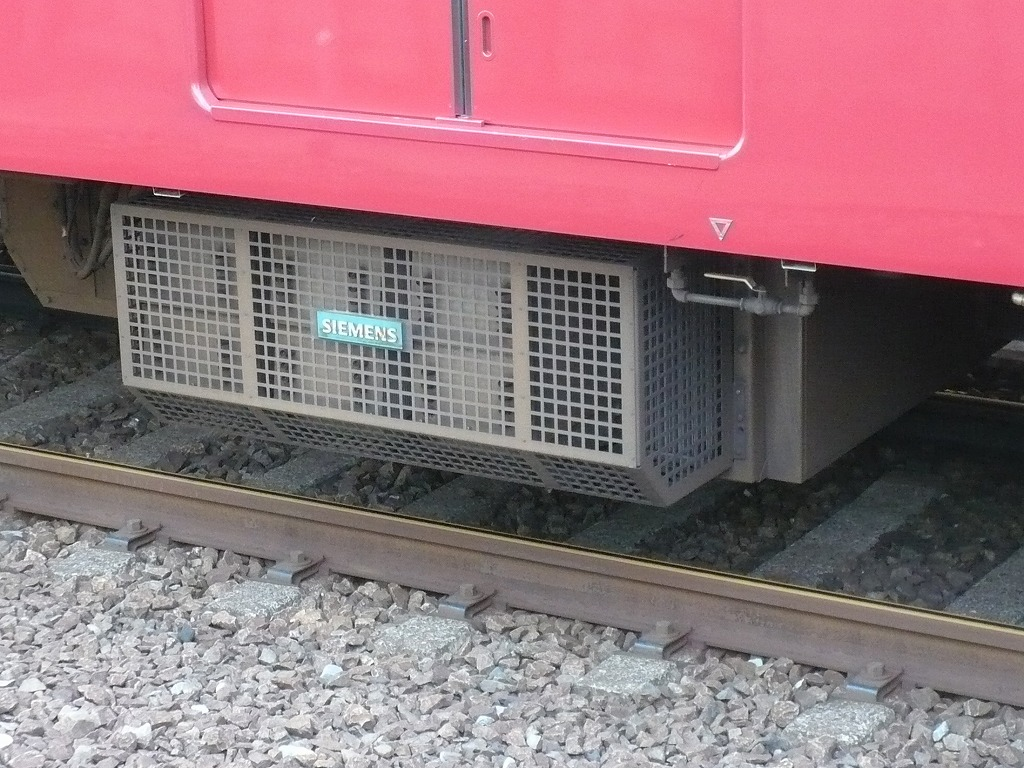
京急1000形（2代）用 IGBT-VVVF（消滅）

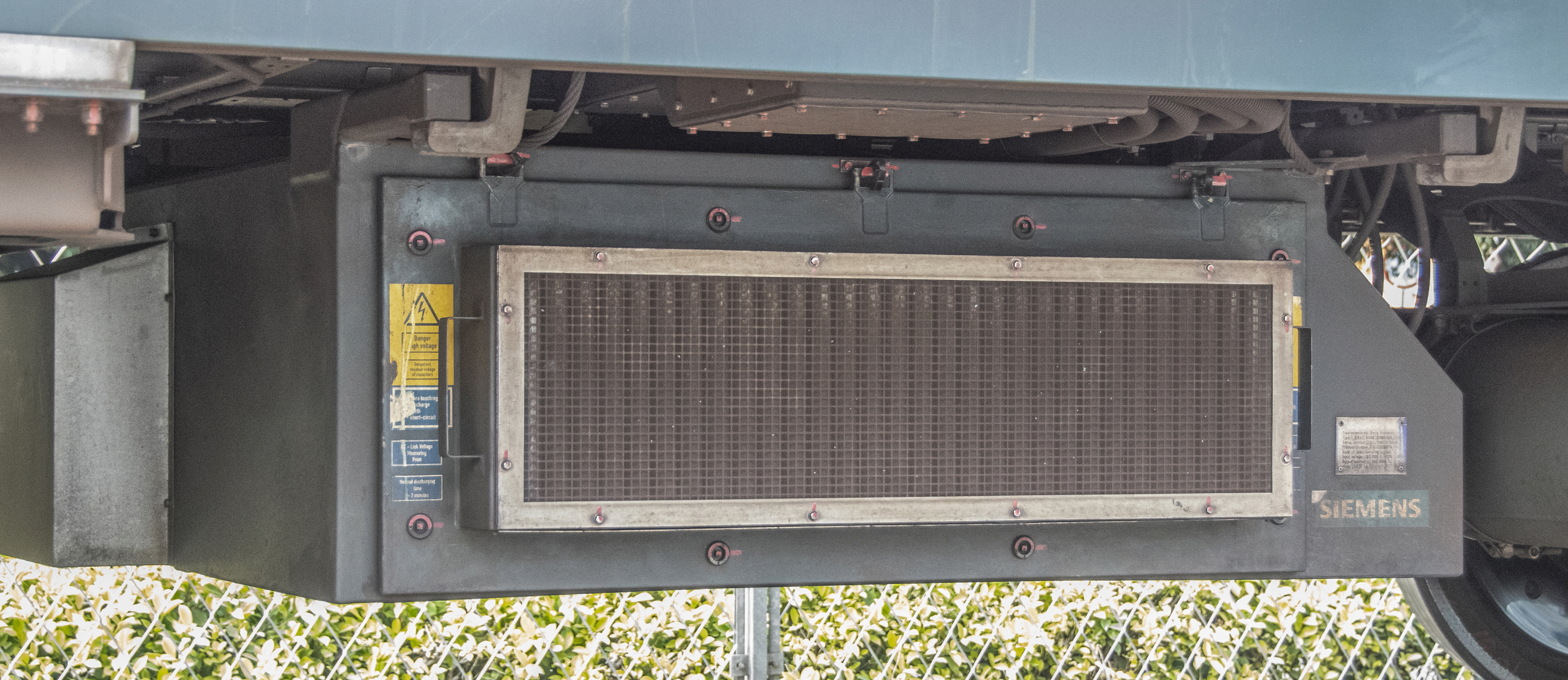
広州地下鉄3号線B1型用 IGBT-VVVF
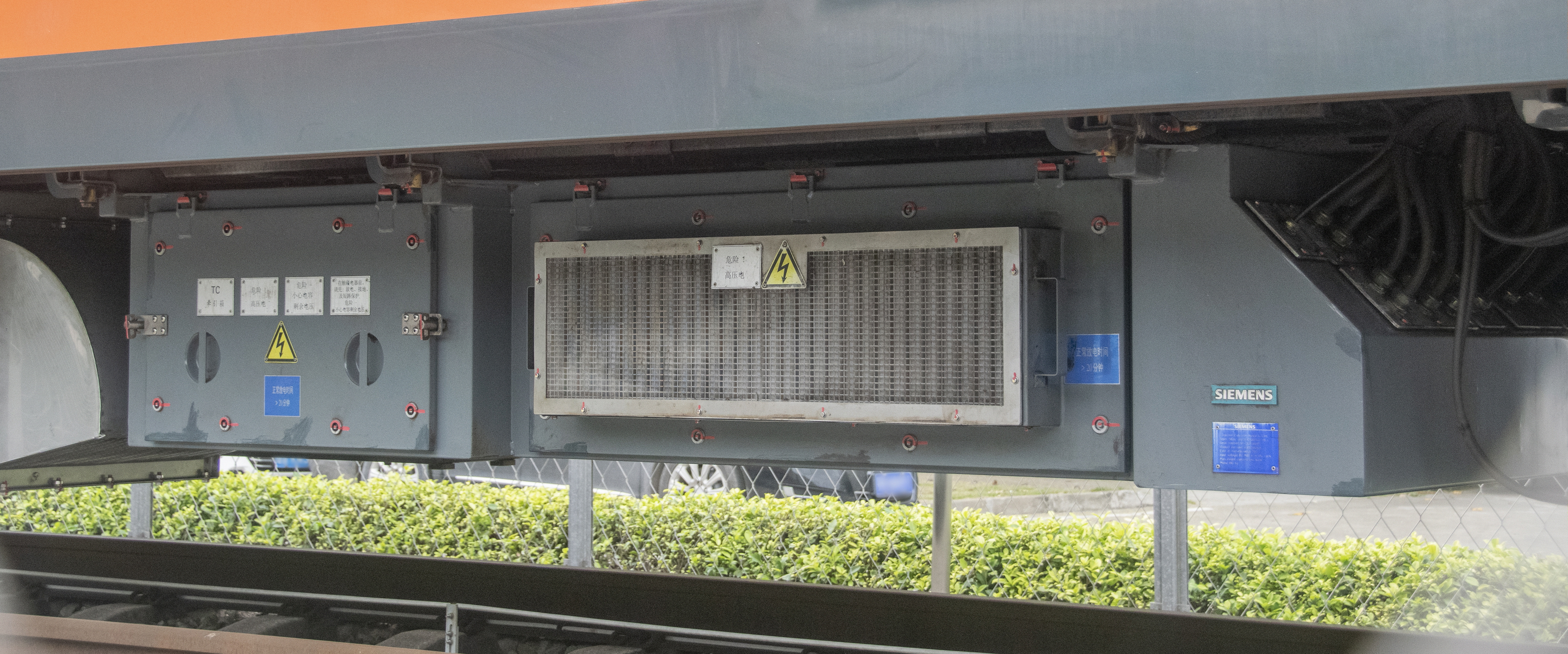
広州地下鉄3号線B2・B4型用 IGBT-VVVF
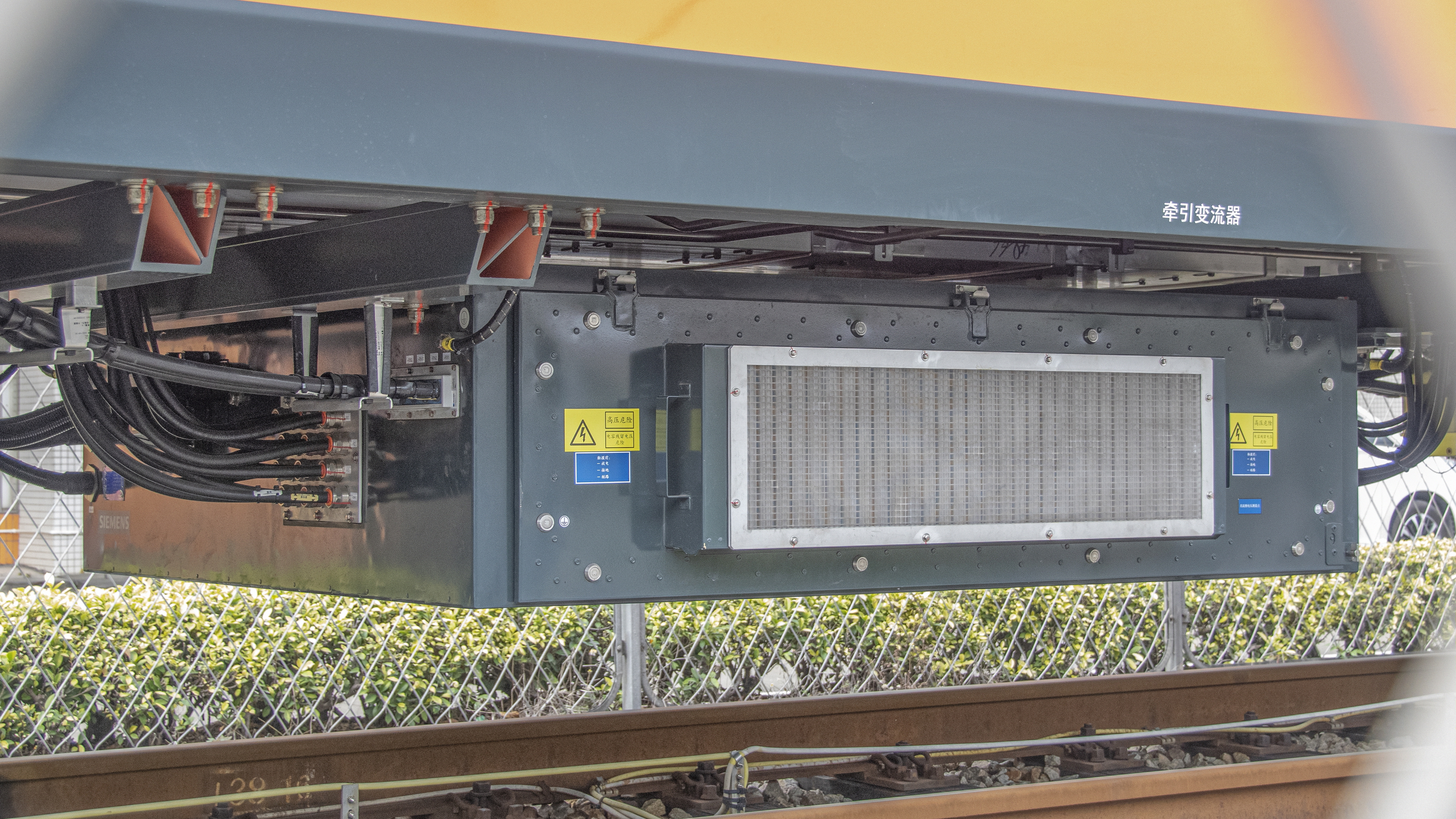
広州地下鉄3号線B10型用 IGBT-VVVF

### 信号施設・機電部門
- 北京地下鉄
- 広州地下鉄
- 高雄捷運[12]
- 桃園機場捷運（インベンシス時代に納入[13]）

など

#### CBTC
無線による移動閉塞システム「CBTC」(Communications-Based Train Control) をマトラ・トランスポート時代のSAETを経て、Trainguard MT CBTCというブランドで展開している。

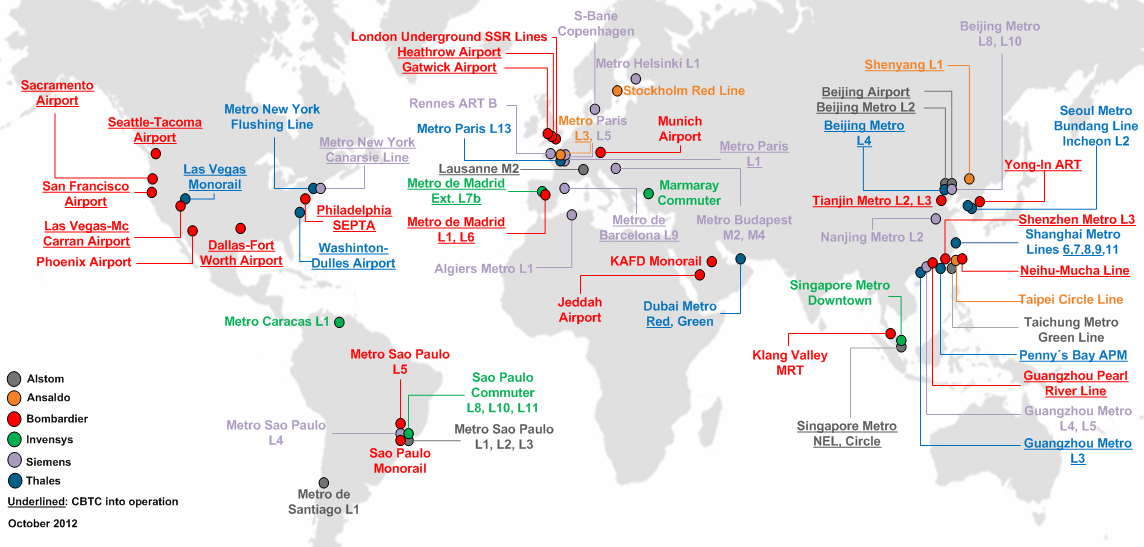
CBTCの展開図。緑が買収したインベンシス、紫がシーメンス・モビリティを採用した路線

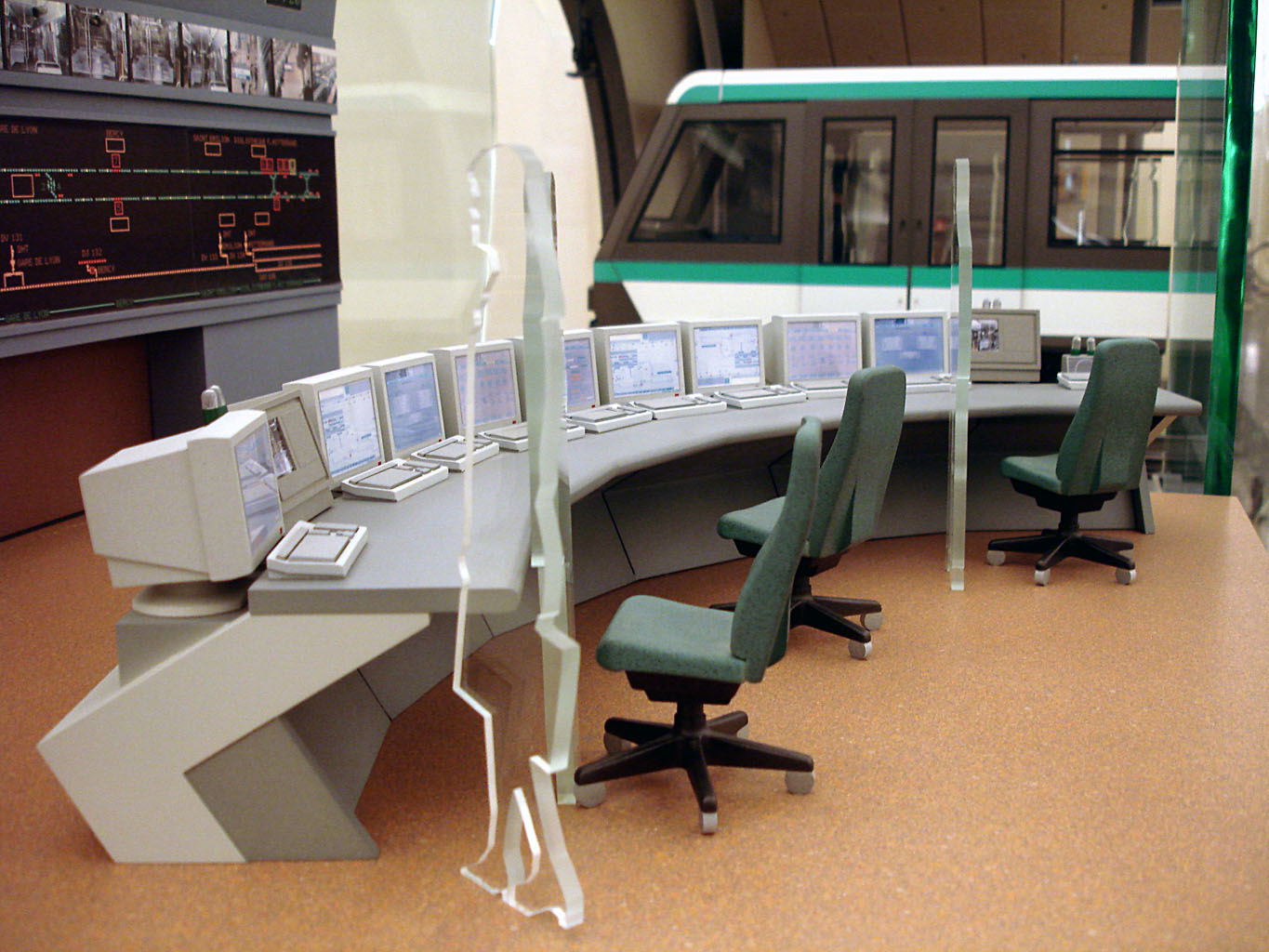
パリメトロ14号線の集中管理システム（マトラ時代）